# Guerra dei trent'anni
La guerra dei trent'anni indica una serie di conflitti armati che dilaniarono l'Europa centrale tra il 1618 e il 1648. Fu una delle guerre più lunghe e distruttive della storia europea. La guerra può essere suddivisa in quattro fasi: boemo-palatina (1618–1625), danese (1625–1629), svedese (1630–1635) e francese (1635–1648). Ci sono inoltre storici che riconoscono anche l'esistenza di una quinta fase oltre alle quattro canoniche: il "periodo italiano" (1628-1631), corrispondente alla guerra di successione di Mantova e del Monferrato, assieme al quale si possono prendere in considerazione anche altri scontri come quelli della guerra di Valtellina e della guerra franco-spagnola fino al 1648.
Iniziata come conflitto tra gli Stati protestanti e quelli cattolici nel frammentato Sacro Romano Impero, progressivamente si evolse in una guerra su vasta scala, coinvolgendo la maggior parte delle grandi potenze del Vecchio Continente, inquadrandosi nell'ambito della rivalità franco-asburgica per l'egemonia sulla scena europea.
La guerra ebbe inizio quando il Sacro Romano Impero cercò d'imporre l'uniformità religiosa sui suoi domini. Gli Stati protestanti del nord, indignati per la violazione dei loro diritti acquisiti con la pace di Augusta, si unirono formando l'unione evangelica. L'impero contrastò immediatamente questa lega, percependola come un tentativo di ribellione, suscitando le reazioni negative di tutto il mondo protestante. La Svezia intervenne nel 1630, lanciando un'offensiva su larga scala nel continente. La Spagna, intenzionata a piegare i ribelli olandesi, intervenne con il pretesto di aiutare il suo alleato dinastico, l'Austria. Temendo l'accerchiamento da parte delle due grandi potenze degli Asburgo, la cattolica Francia entrò nella coalizione a fianco dei territori protestanti tedeschi per contrastare l'Austria.
La guerra, caratterizzata da gravissime e ripetute devastazioni di centri abitati e campagne, da uccisioni di massa, da operazioni militari condotte con spietata ferocia da eserciti mercenari spesso protagonisti di saccheggi, oltre che da micidiali epidemie e carestie, fu una catastrofe epocale, in particolare per i territori dell'Europa centrale. Secondo l'accademico Nicolao Merker, la guerra dei trent'anni, che avrebbe provocato 12 milioni di morti, fu "in assoluto la maggiore catastrofe mai abbattutasi" sulla Germania.
Il conflitto si concluse con i trattati di Osnabrück e Münster, che complessivamente prendono il nome di pace di Westfalia (1648). Gli eventi bellici modificarono il precedente assetto politico delle potenze europee. L'incremento del potere dei Borbone in Francia, la riduzione delle ambizioni degli Asburgo e l'ascesa della Svezia come grande potenza crearono nuovi equilibri di potere nel continente. La posizione dominante della Francia contraddistinse la politica europea fino al XVIII secolo, quando, in seguito alla guerra dei sette anni, la Gran Bretagna assunse un ruolo centrale. Fu sancita una certa libertà religiosa, consentendo ai sudditi di professare - almeno in privato - una religione diversa rispetto a quella del proprio sovrano (obbligo che invece era imposto con la Pace di Augusta del 1555, sancendo la contrapposizione politica tra cattolici e protestanti). Si poneva così fine a oltre un secolo di guerre di religione iniziate con lo scisma luterano. Con la pace di Westfalia venne stabilito anche il diritto di non ingerenza negli affari interni degli Stati, un principio fondamentale della diplomazia moderna.

## Le cause della guerra
Le cause del conflitto furono varie, anche se la principale fu rappresentata dall'opposizione religiosa e politica tra cattolici e protestanti. La pace di Augusta, firmata dall'imperatore Carlo V d'Asburgo nel 1555, aveva confermato gli indirizzi della Dieta di Spira del 1526, ponendo fine agli scontri fra cattolici e luterani. In essa si stabiliva che:
- i governanti dei 251 Stati tedeschi potevano scegliere la religione (il luteranesimo o il cattolicesimo) dei loro regni secondo coscienza, e i loro sudditi erano costretti a seguire la fede scelta (il principio del cuius regio, eius religio);
- i luterani che vivevano in un principato vescovile (uno Stato governato da un vescovo cattolico) avrebbero potuto continuare a praticare la loro fede;
- i luterani potevano mantenere il territorio che avevano conquistato dalla Chiesa cattolica durante la pace di Passavia nel 1552;
- i principi vescovi che si erano convertiti al luteranesimo erano tenuti a rinunciare ai loro territori (il principio chiamato reservatum ecclesiasticum).

Anche se la pace di Augusta mise una temporanea fine alle ostilità, vari problemi rimasero però aperti: oltre al fatto che i luterani più di tutti consideravano la pace solo una tregua temporanea, i termini del trattato prevedevano che i principi aderissero al cattolicesimo o al luteranesimo, con esclusione di ogni altro credo che andava diffondendosi rapidamente in varie aree della Germania, incluso il calvinismo. Ciò aggiunse una terza confessione nella regione, la cui posizione non fu però mai riconosciuta in alcun modo negli accordi di Augusta, che prese in considerazione solo il cattolicesimo e il luteranesimo.
A queste considerazioni di ordine religioso si aggiunsero tendenze egemoniche o d'indipendenza di vari Stati europei, rivalità commerciali, ambizioni personali e gelosie familiari. La Spagna era interessata a esercitare una decisiva influenza sul Sacro Romano Impero per garantirsi la possibilità di affrontare la guerra con gli olandesi che durava ormai da molti anni, e che sarebbe ripresa apertamente nel 1621, allo scadere cioè della tregua dei dodici anni. In particolare, i governanti delle nazioni confinanti del Sacro Romano Impero contribuirono allo scoppio della guerra dei trent'anni per i seguenti motivi:
- La Spagna era interessata a mantenere il controllo sugli Stati tedeschi facenti parte del cosiddetto cammino spagnolo, che collegava i Paesi Bassi spagnoli, nella parte occidentale dell'Impero, ai possedimenti italiani. Nel 1566, gli olandesi si ribellarono contro la dominazione spagnola, portando a una lunga guerra di indipendenza che si concluse con una tregua solo nel 1609.
- La Francia si trovava quasi circondata dal territorio controllato dai due Asburgo - la Spagna e il Sacro Romano Impero - e, sentendosi minacciata, era ansiosa di esercitare il suo potere contro gli Stati tedeschi più deboli. Questa preoccupazione dinastica superò gli interessi religiosi e portò la Francia cattolica a schierarsi sul fronte protestante della guerra.
- Svezia e Danimarca erano interessate ad acquisire il controllo degli Stati tedeschi del nord che si affacciavano sul Mar Baltico.

All'epoca, e da non poco tempo, il Sacro Romano Impero era un frammentato insieme di Stati in gran parte indipendenti. La posizione del suo Imperatore era principalmente titolare, mentre gli imperatori della Casa d'Asburgo governavano direttamente una vasta porzione di territorio imperiale (l'Arciducato d'Austria e il Regno di Boemia), così come il Regno d'Ungheria. Il dominio austriaco era quindi una grande potenza europea a sé stante, che dominava circa otto milioni di sudditi. Un altro ramo della Casa di Asburgo governava la Spagna e il suo impero, che comprendeva i Paesi Bassi spagnoli, il Sud d'Italia, il Ducato di Milano, il Regno di Sardegna, la Franca Contea, le Filippine, alcuni territori africani e la maggior parte delle Americhe (senza contare le colonie portoghesi, dal momento che tra 1581 e 1640 vi fu un'unione di corone tra Spagna e Portogallo).
Oltre ai possedimenti degli Asburgo, il Sacro Romano Impero era costituito da diverse potenze regionali, come, ad esempio, il Ducato di Baviera, l'Elettorato di Sassonia, la Marca di Brandeburgo, l'Elettorato Palatino, il Langraviato d'Assia, l'Arcivescovado di Treviri e la Città libera di Norimberga, assieme a un vasto numero di ducati minori indipendenti, città libere, abbazie, principi-vescovati e piccole signorie (la cui autorità talvolta era estesa a non più di un singolo Paese) a completarlo. A parte l'Austria e forse la Baviera, nessuna di queste entità era in grado di influenzare la politica a livello nazionale; così, le alleanze tra Stati imparentati erano comuni, dovute in parte alla pratica frequente di dividere l'eredità di un signore tra i suoi vari figli.
Tutto questo portò a una lotta politica fra i principi tedeschi e l'imperatore di Casa Asburgo, il quale desiderava che il titolo di Imperatore del Sacro Romano Impero non fosse più solamente una figura rappresentativa e un retaggio medievale, ma rappresentasse un potere effettivo sui territori che "nominalmente" appartenevano al Sacro Romano Impero, affermando così l'egemonia degli Asburgo su tutta la Germania e portando a compimento l'impresa fallita da Carlo V. In risposta, Enrico IV di Francia continuò la politica anti-asburgica dei predecessori, convinto del fatto che, se gli spagnoli fossero usciti vittoriosi dalla guerra nei Paesi Bassi e la Germania fosse caduta sotto l'egemonia imperiale, la Francia sarebbe stata schiacciata tra possedimenti asburgici su ogni lato. Questi vari fattori cominciarono a manifestare la loro importanza già a partire dagli ultimi anni del XVI secolo.

### La guerra di Colonia e il principio delcuius regio, eius religio
Le tensioni religiose rimasero forti per tutta la seconda metà del XVI secolo. La pace di Augusta cominciò a disfarsi: alcuni vescovi convertiti rifiutarono di rinunciare alle loro diocesi, mentre gli Asburgo e gli altri governanti cattolici del Sacro Romano Impero e la Spagna cercarono di ripristinare il potere del cattolicesimo. I primi scontri, di carattere religioso, si verificarono nel Sacro Romano Impero a causa del reservatum ecclesiasticum, una norma contenuta nella pace di Augusta che stabiliva che le autorità ecclesiastiche convertite al protestantesimo dovessero lasciare i propri territori.
Ciò fu evidente nella guerra di Colonia (1583-1588), un conflitto iniziatosi quando il principe-arcivescovo della città, Gebhard Truchsess von Waldburg, si convertì al calvinismo. Poiché l'arcivescovo di Colonia era anche uno dei principi elettori (Kurfürsten), si sarebbe venuta a creare una maggioranza protestante nel collegio elettorale, prospettiva quantomai temuta dai cattolici tedeschi, che risposero cacciando con la forza l'arcivescovo e ponendo al suo posto Ernesto di Baviera. In seguito a questo successo cattolico, il reservatum ecclesiasticum fu applicato più duramente in vari territori, costringendo i protestanti a emigrare o ad abiurare. I luterani avevano assistito anche alla defezione dei signori del Palatinato (1560), di Nassau (1578), di Assia-Kassel (1603) e di Brandeburgo (1613) alla nuova fede calvinista.
La situazione all'inizio del XVII secolo, dunque, era pressoché la seguente: le terre del Reno e quelle a sud del Danubio erano in gran parte cattoliche; il nord rimaneva saldamente luterano; la Germania centro-occidentale, invece, diveniva, insieme alla Svizzera e ai Paesi Bassi, il fulcro del calvinismo tedesco. C'è però da precisare che minoranze di ogni credo esistevano quasi ovunque (in alcune signorie e città, la percentuale di calvinisti, cattolici e luterani era approssimativamente uguale), frammentando ancor di più un territorio già fortemente diviso.
Con grande costernazione dei loro reali cugini spagnoli, gli imperatori asburgici che succedettero a Carlo V (soprattutto Ferdinando I e Massimiliano II, ma anche Rodolfo II e il suo successore Mattia) furono favorevoli a permettere ai principi dell'Impero di scegliere la propria religione, al fine di evitare sanguinose guerre di religione al suo interno: ciò consentì alle diverse confessioni cristiane di diffondersi senza coercizione, ma allo stesso tempo aumentò lo scontento di coloro che cercavano l'uniformità religiosa. A queste dinamiche interne si aggiunse nel frattempo il dinamismo dei regni luterani di Svezia e di Danimarca, che, perorando la causa protestante all'interno dell'Impero, tentavano di guadagnare influenza politica ed economica.

### I fatti di Donauwörth e la Guerra di successione di Jülich
Le tensioni religiose scoppiarono violentemente nel 1606 presso Donauwörth: i protestanti tentarono di impedire ai residenti cattolici di organizzare una processione, dando vita ad aspri tumulti, che terminarono soltanto con l'intervento del cattolico Massimiliano I, duca di Baviera. La città libera dell'Impero Donauwörth fu annessa alla Baviera, perdendo l'immediatezza imperiale e tornando nell'alveo del cattolicesimo. In seguito a tali violenze (e a tale esito della protesta), i calvinisti di Germania, rimasti in minoranza e ritenendosi minacciati dalle azioni del Duca di Baviera, formarono nel 1608 l'Unione evangelica, guidata da Federico IV (1583-1610), Principe Elettore del Palatinato e quindi sovrano di uno di quei territori del Cammino Spagnolo che erano fondamentali per garantire alla Spagna l'accesso ai Paesi Bassi. I cattolici tedeschi risposero creando a loro volta, nel 1609, la Lega cattolica, sotto la guida di Massimiliano I di Baviera.
Le tensioni aumentarono ulteriormente nello stesso 1609, per via della guerra di successione di Jülich, che ebbe inizio quando Giovanni Guglielmo, duca del Jülich-Kleve-Berg, morì senza figli. Subito reclamarono il ducato due pretendenti, entrambi protestanti: Anna di Prussia, figlia di Maria Eleonora, sorella maggiore di Giovanni Guglielmo e sposata con Giovanni Sigismondo di Brandeburgo, che rivendicava il trono in qualità di erede per linea di anzianità; e Volfango Guglielmo, figlio della seconda sorella maggiore di Giovanni Guglielmo, Anna di Clèves, che avanzava delle pretese sul Jülich-Kleve-Berg in quanto primo erede maschio di Giovanni Guglielmo.
Nel 1610, per evitare un conflitto tra i pretendenti, l'imperatore Rodolfo II occupò temporaneamente il Jülich-Kleve-Berg, per evitare che uno dei pretendenti occupasse in forze il ducato e lo mantenesse sotto il suo controllo nonostante la decisione contraria del Concilio Aulico (Reichshofrat). Diversi principi protestanti temevano però che l'imperatore, devoto cattolico, intendesse impossessarsi del Jülich-Kleve-Berg, per evitare che i Ducati Uniti cadessero in mani protestanti. I delegati di Enrico IV di Francia e della Repubblica delle Sette Province Unite riunirono quindi una forza d'invasione per cacciare il cattolico Rodolfo, ma l'impresa fu interrotta a causa dell'assassinio di Enrico IV da parte del fanatico cattolico François Ravaillac.
Nella speranza di ottenere un vantaggio nella controversia, Volfango Guglielmo si convertì al cattolicesimo; Giovanni Sigismondo, d'altro canto, abbracciò il calvinismo (anche se Anna di Prussia rimase luterana). Le "conversioni" portarono a un primo confronto diretto tra la Lega Cattolica, sostenitrice di Volfango Guglielmo, e l'Unione evangelica, che portava avanti le istanze di Giovanni Sigismondo. La questione della successione fu risolta nel 1614 con il trattato di Xanten, con il quale i Ducati Uniti furono disgregati: Jülich e Berg furono assegnati a Volfango Guglielmo, mentre Giovanni Sigismondo acquisì Kleve, Mark e Ravensberg.

### La Guerra dei trent'anni

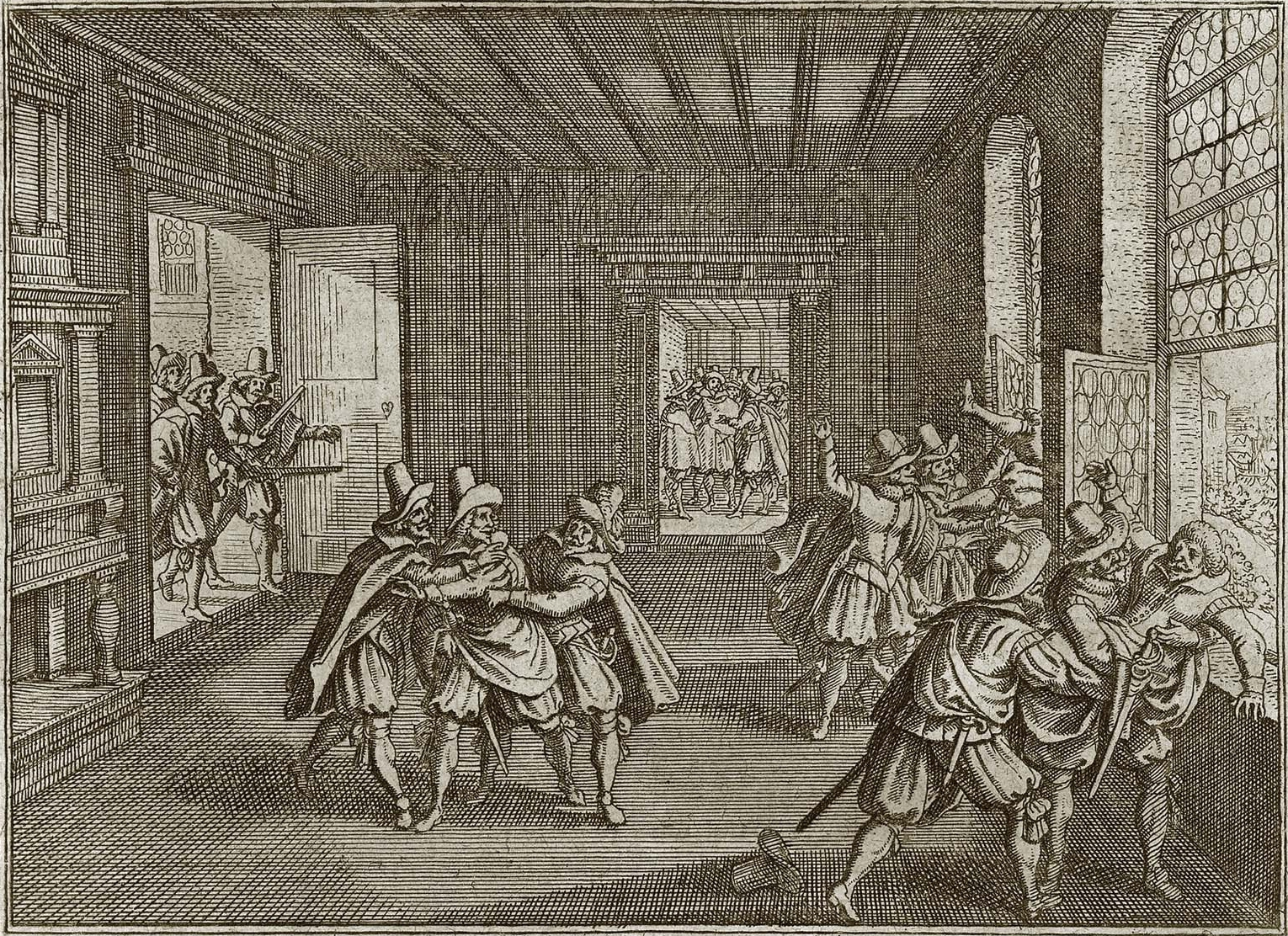
Xilografia contemporanea raffigurante la terza defenestrazione di Praga (1618), che segnò l'inizio della rivolta boema, che diede inizio alla prima parte della Guerra dei trent'anni.

Oltre alle tensioni politiche e religiose persistenti in Germania, aggravava il quadro internazionale degli inizi del XVII secolo la guerra degli ottant'anni, il conflitto iniziato nel 1568 tra la Spagna e la Repubblica delle Sette Province Unite, che si protraeva da decenni in una situazione di sostanziale stallo. Nel 1609 le parti in conflitto giunsero a L'Aia alla firma di una tregua, sebbene fosse chiaro in tutta Europa che le ostilità sarebbero riprese (cosa che avvenne nel 1621) e che gli iberici avrebbero tentato di riconquistare quei territori, che oggi costituiscono i Paesi Bassi.
Era persino ben nota la strategia che l'Impero spagnolo avrebbe adottato al nuovo scoppiare della guerra: le forze iberiche comandate dal generale genovese Ambrogio Spinola, partite dalla Repubblica di Genova, avrebbero attraversato i territori del Ducato di Milano e la Valtellina, sarebbero passate lungo la riva nord del lago di Costanza per evitare l'ostile Svizzera, per poi avanzare attraverso l'Alsazia, l'Arcivescovado di Strasburgo, l'Elettorato del Palatinato, l'Arcivescovado di Treviri, il Ducato di Jülich e il Ducato di Berg fino ai confini delle Sette Province Unite.
L'unico stato ostile che Spinola avrebbe incontrato durante la sua avanzata sarebbe stato il Palatinato: da qui nasce l'enorme importanza strategica che tale nazione assunse negli affari europei di inizio Seicento, importanza del tutto sproporzionata rispetto alle sue esigue dimensioni. Federico V del Palatinato arrivò addirittura a sposare nel 1612 Elisabetta Stuart, figlia di Giacomo I, re d'Inghilterra, Scozia e Irlanda, nonostante la tradizione additasse come degno consorte di una principessa soltanto un altro sovrano.

### La Defenestrazione di Praga
La scintilla che fece scatenare il conflitto si ebbe nel 1617, quando l'imperatore del Sacro Romano Impero Mattia d'Asburgo, sposato con la cugina Anna ma privo di eredi, abdicò al trono di Boemia in favore del parente maschio più prossimo, ovvero il cugino cattolico (e allievo dei gesuiti) Ferdinando II d'Asburgo, il principe ereditario di Boemia (territorio prevalentemente protestante, soprattutto ussita) che il re di Spagna Filippo III, con il trattato di Oñate, si affrettò a riconoscere in cambio di concessioni territoriali in Italia e Alsazia.
Ferdinando II, all'inizio dell'anno successivo, vietò la costruzione di alcune chiese protestanti e ritirò la lettera di maestà, che concedeva ai boemi libertà di culto. Questo provocò una violenta ribellione che culminò nel celebre episodio della defenestrazione di Praga del 23 maggio 1618: due luogotenenti dell'imperatore e il segretario del Consiglio reale furono scaraventati giù dalle finestre del palazzo reale; i tre rimasero gravemente feriti, ma sopravvissero in quanto atterrarono (presumibilmente) sul letame presente nel fossato del castello, non molto più in basso. L'incidente fu comunque la scintilla che segnò l'inizio della guerra dei Trent'anni.

## Fase boemo–palatina (1618–1625)

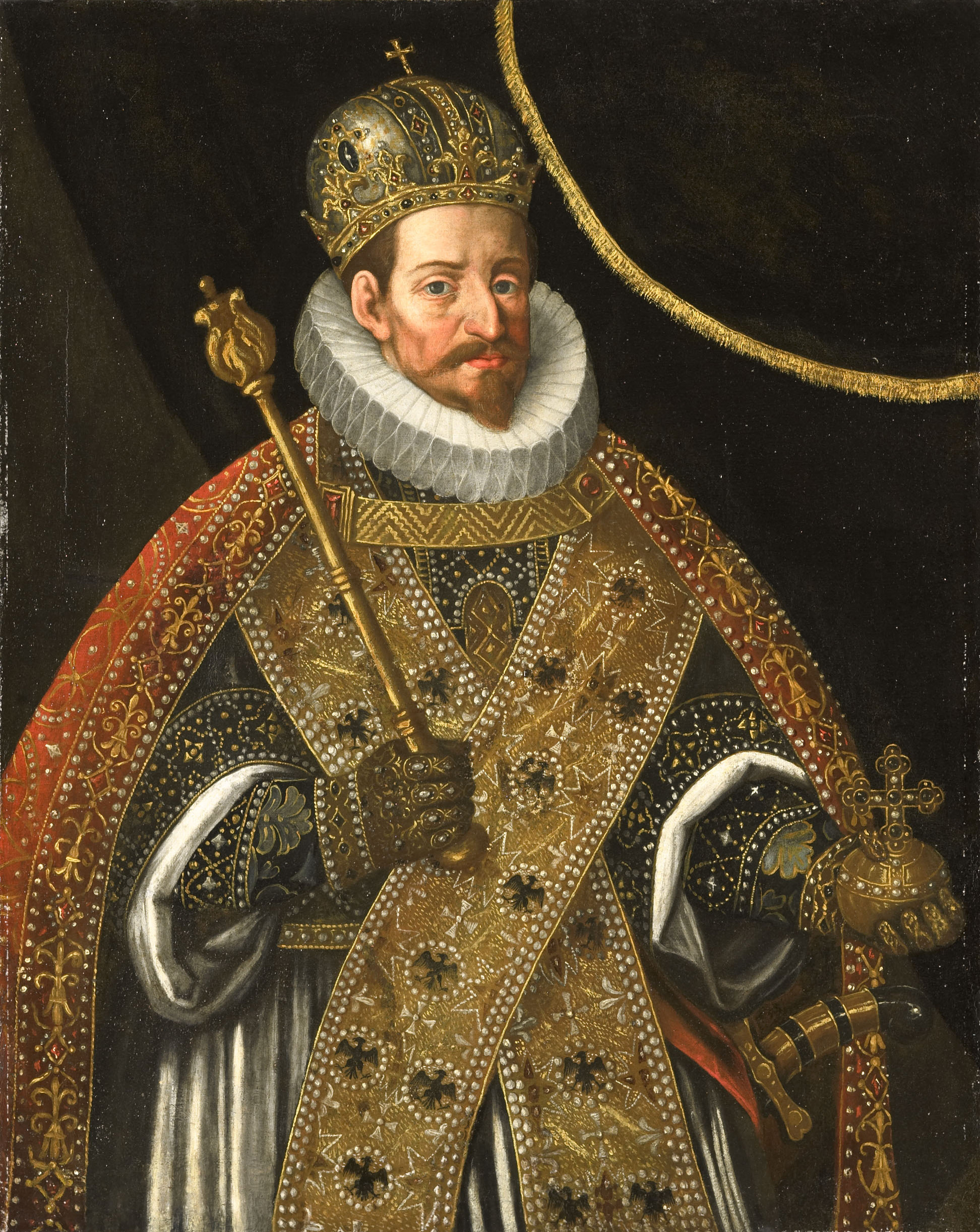
Mattia d'Asburgo, imperatore del Sacro Romano Impero dal 1612 al 1619.

Negli ultimi anni di vita, l'imperatore Mattia, non avendo avuto alcun figlio dal matrimonio con la cugina Anna, cercò di assicurare una successione all'Impero senza spargimenti di sangue, scegliendo come erede alla corona boema, e quindi al trono imperiale, nel 1617, suo cugino Ferdinando, duca di Stiria e figlio dell'Arciduca Carlo II d'Austria.

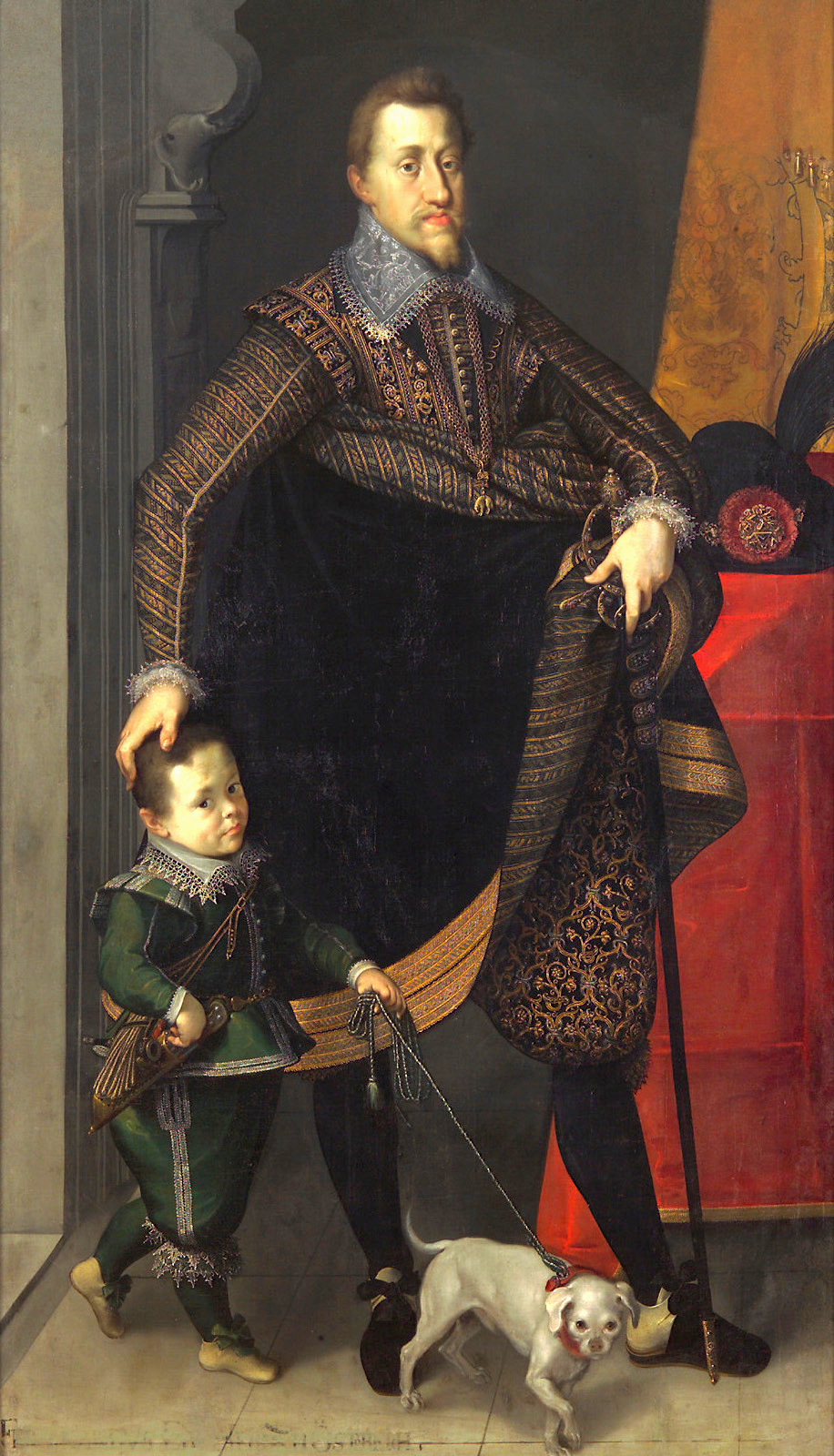
Ferdinando II d'Asburgo, Imperatore del Sacro Romano Impero e Re di Boemia.

La scelta di Ferdinando, cresciuto dai gesuiti presso la cattolicissima corte spagnola e acerrimo nemico della Riforma Protestante, quale erede al trono suscitò le preoccupazioni di alcuni nobili protestanti boemi, che temevano la perdita della libertà di culto assicurata al popolo boemo dall'imperatore Rodolfo II nella sua Lettera di Maestà del 1609.
Tali timori si dimostrarono fondati quando, nel 1618, alcuni ufficiali imperiali si opposero alla costruzione di chiese protestanti nelle stifts, delle terre proprietà dei principi ecclesiastici e non soggette pertanto al governo degli Stati Generali boemi; i protestanti reclamarono tali terreni come "terre della corona" utilizzabili liberamente sulla base della Lettera di Maestà, un'interpretazione legale largamente disputata che il governo austriaco rifiutò.
Le tensioni esplosero il 23 maggio 1618, quando i due delegati imperiali cattolici Vilém Slavata e Jaroslav Bořita z Martinic e il segretario Philip Fabricius, inviati da Ferdinando al Castello di Praga per governare in sua assenza, furono catturati dai nobili protestanti che, aizzati dal Conte di Thurn, li scaraventarono fuori da una finestra del palazzo, dando il via alla rivolta boema e alla Guerra dei Trent'anni.

Dipinto contemporaneo che mostra la battaglia della Montagna Bianca (1620), dove le forze spagnole-imperiali, comandate da Johann Tserclaes, conte di Tilly riuscirono a cogliere una vittoria decisiva.

Dalla capitale Praga la ribellione contro l'opprimente potere cattolico asburgico si estese ben presto a tutti i territori della Corona di Boemia, infiammando la Slesia, l'Alta e Bassa Lusazia e la Moravia. Il primo atto di guerra vera e propria si ebbe tra il settembre e il novembre del 1618, quando la città di Plzeň, roccaforte dei cattolici boemi e ancora fedele agli Asburgo, fu assediata dalle truppe boemo-palatine del generale Ernst von Mansfeld. Questa prima vittoria protestante, tuttavia, fu subito minacciata dall'invasione della Boemia da parte delle truppe imperiali e della Lega cattolica, che penetrarono nel Paese da più parti.

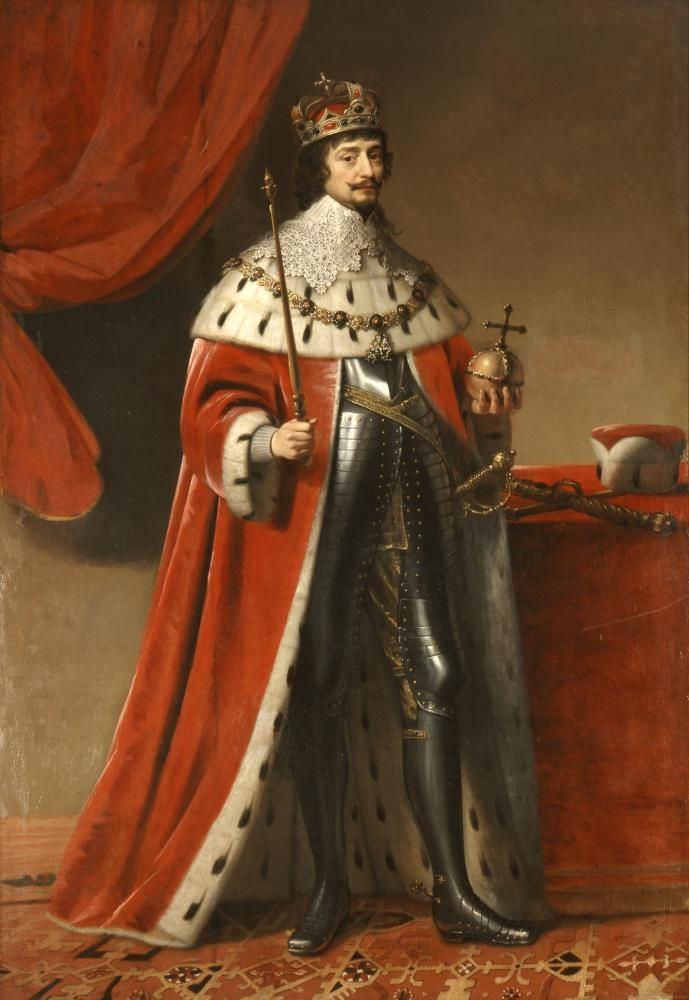
Federico V del Palatinato.

In seguito alla morte dell'imperatore Mattia, il 20 marzo 1619, sebbene Ferdinando fosse già stato incoronato Re di Boemia, la nobiltà si rifiutò di riconoscerlo, facendolo, anzi, dichiarare dagli Stati Generali boemi, nell'agosto del medesimo anno, decaduto. La personalità che raccoglieva tra i boemi maggiori consensi per divenire loro nuovo Re era il principe elettore di Sassonia Giovanni Giorgio, preferito a Federico V, principe elettore del Palatinato, già proposto per tale carica nel 1612, in quanto una sua eventuale elezione (era figlio di Federico IV del Palatinato, fondatore dell'Unione Evangelica) avrebbe portato inevitabilmente ad un conflitto religioso all'interno del Sacro Romano Impero. Ricevuto, tuttavia, il rifiuto dell'elettore di Sassonia, la Dieta boema, riunitasi il 26 agosto 1619, non poté far altro che eleggere quale nuovo Re Federico V, che fu incoronato ufficialmente il 4 novembre.
Il potere di Federico, tuttavia, rimase debole per tutto il suo regno: buona parte della nobiltà e del clero boemo lo avversavano; le finanze reali erano al collasso e impedivano a Federico di organizzare una buona difesa contro la Lega cattolica; inoltre, le azioni del predicatore di corte Abraham Scultetus, che voleva sfruttare la sua posizione per diffondere il calvinismo in Boemia nonostante le opposizioni dello stesso Federico, contribuirono a indebolire il sostegno al nuovo Re; la stessa lingua di Federico, che parlava tedesco e non conosceva il ceco, contribuì ad allontanarlo dall'apparato statale. La debolezza del nuovo sovrano fu evidente quando, nel dicembre 1619, Federico convocò a Norimberga un incontro tra i principi protestanti tedeschi a cui ben pochi parteciparono; lo stesso elettore di Sassonia, colui che era il favorito per sedere sul trono boemo, disertò e disapprovò le azioni di Federico.
Quella che era una ribellione locale, per via della debolezza sia di Ferdinando II sia di Federico V, si trasformò in guerra estesa ben oltre i confini boemi: nell'agosto 1619 anche il popolo ungherese, guidato dal Principe di Transilvania Gabriele Bethlen, e gran parte dell'Alta Austria si ribellarono agli Asburgo (tanto che il Conte di Thurn riuscì a condurre un esercito fino alle mura della stessa Vienna prima di essere sconfitto nella battaglia di Záblatí da Karel Bonaventura Buquoy), mentre le azioni di guerra si estendevano alla Germania occidentale. L'imperatore, dopo aver chiesto l'aiuto di suo nipote Filippo IV, re di Spagna, lanciò un ultimatum a Federico, nel quale gli imponeva di lasciare il trono boemo entro il 1º giugno 1620.
Nel marzo dello stesso anno, Federico chiese alla Dieta boema l'imposizione di nuove tasse per la difesa del Regno, ma ormai la situazione era disperata: il Duca di Savoia Carlo Emanuele I, in seguito alla battaglia di Záblatí, ritirò il segreto sostegno alla causa protestante, consistente in ingenti somme in denaro e truppe per la guarnigione di stanza nella Renania; in cambio della cessione della Lusazia, l'elettore di Sassonia si schierò con gli Asburgo; il suocero Giacomo I, re d'Inghilterra, negò il suo aiuto militare; la stessa Unione evangelica fondata dal padre di Federico rifiutò con il trattato di Ulma di appoggiare il Re di Boemia. I pochi aiuti arrivarono dalle Province Unite, che inviarono piccoli contingenti e promisero un modesto aiuto economico, e dal Principe di Transilvania. La causa di Federico V, tuttavia, venne vista come analoga a quella di Elisabetta Stuart, e ciò gli garantì un flusso di decine di migliaia di volontari a suo favore nel corso di tutta la guerra dei trent'anni.

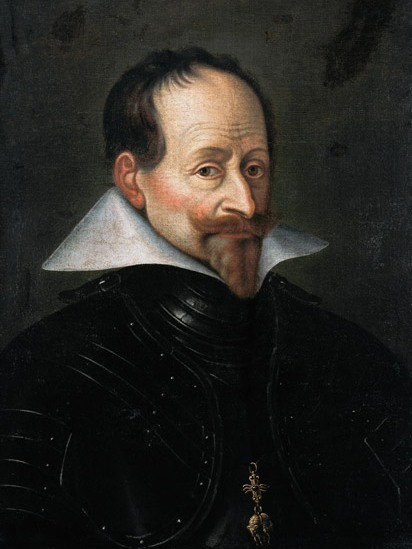
Massimiliano I, Duca di Baviera.

Un insperato aiuto sembrò giungere dal principe di Transilvania Gabriele Bethlen, che stava conducendo una vittoriosa campagna in Ungheria, e dal suo alleato ottomano Osman II. Dopo il consueto scambio di ambasciatori (il boemo Heinrich Bitter si recò a Istanbul nel gennaio 1620, mentre nel luglio 1620 fu accolto a Praga un legato turco), gli Ottomani promisero di inviare a Federico una forza di 60 000 cavalieri e di invadere la Polonia, alleata degli Asburgo, con 400 000 uomini, in cambio del pagamento di un tributo annuale al sultano. Nella battaglia di Cecora, combattuta tra settembre e ottobre del 1620, gli ottomani sconfissero i polacchi, ma non furono in grado di intervenire a favore della Boemia prima del novembre 1620. In seguito, i polacchi sconfissero gli ottomani nella battaglia di Chocim, riportando i confini a quelli precedenti alla guerra.
Ai primi di agosto del 1620, 25 000 uomini al comando di Ambrogio Spinola marciarono alla volta della Boemia. Durante la terza settimana di agosto, tuttavia, quest'armata cambiò i propri obiettivi e si diresse sul disarmato Elettorato Palatino (difeso solo da 2 000 soldati inglesi volontari), patria di Federico V, occupando Magonza. Successivamente, Spinola attraversò il Reno il 5 settembre 1620 e procedette alla presa di Bad Kreuznach il 10 settembre e Oppenheim il 14 settembre. Alle forze del generale genovese, si aggiunsero quelle di Massimiliano I, Duca di Baviera, al comando delle forze della Lega cattolica (che includeva tra i suoi ranghi Cartesio come osservatore), che, dopo aver catturato Linz e sedato la rivolta dell'Alta Austria, attraversò i confini della Boemia il 26 settembre 1620. Mentre le forze imperiali comandate da Johann Tserclaes, conte di Tilly, tenevano sotto controllo la Bassa Austria, l'invasione della Lusazia da parte di Giovanni Giorgio di Sassonia completava l'accerchiamento asburgico.
L'invasione della Boemia da parte degli Asburgo culminò l'8 novembre 1620 nella battaglia della Montagna Bianca, nei pressi di Praga. La definitiva vittoria imperiale costrinse Federico, chiamato spregiativamente il "Re d'Inverno", insieme alla moglie Elisabetta e a diversi luogotenenti dell'esercito, a trovare rifugio all'estero, dove cercò di conquistare il sostegno alla sua causa in Svezia, in Danimarca e nelle Province Unite. La Boemia venne annessa ai domini asburgici (resterà tale fino al 1918) e trasformata da monarchia elettiva in ereditaria; venne intrapresa una dura repressione contro i luterani e gli ussiti nel tentativo di restaurare il cattolicesimo. Federico V fu privato sia del titolo di elettore del Palatinato (concesso al suo lontano cugino, il duca Massimiliano I di Baviera) sia dei suoi possedimenti e fu bandito dal Sacro Romano Impero.
Soffocata la ribellione boema e chiuso il fronte orientale con la pace di Nikolsburg (31 dicembre 1621), in cui l'Imperatore cedeva tredici contee dell'Ungheria al principe di Transilvania, la fazione cattolico-asburgica si prodigò nell'estirpare la residua resistenza protestante: questo periodo della guerra, detto da alcuni storici "fase del Palatinato" (1621-1625), da considerarsi distinto dalla "fase boema", è caratterizzato da scontri di piccola scala (tra cui le battaglie di Mingolsheim, Wimpfen e Höchst) e assedi come quelli di Bad Kreuznach, Oppenheim, Bacharach (conclusi nel 1620), Trebon, Heidelberg e Mannheim (che caddero nel 1622) e di Frankenthal (fino al 1623), al termine dei quali il Palatinato fu occupato dagli spagnoli, che cercavano vantaggi strategici in vista della ripresa della guerra degli ottant'anni contro gli olandesi.
Le restanti armate protestanti, guidate dal conte Ernst von Mansfeld e dal duca Cristiano di Brunswick, ripiegarono a servizio delle Province Unite. Dopo aver contribuito a togliere l'assedio a Bergen op Zoom nell'ottobre 1622 e a occupare la Frisia orientale, il duca di Brunswick intraprese una campagna in Bassa Sassonia per difendere i possedimenti familiari, suscitando la reazione del conte di Tilly, comandante delle truppe imperiali e spagnole. Vedendosi negato l'aiuto delle truppe di Mansfeld, rimasto in Olanda, Brunswick decise la ritirata ma il 6 agosto 1623 fu intercettato dall'esercito di Tilly: nella battaglia di Stadtlohn, Brunswick fu nettamente sconfitto, perdendo oltre i quattro quinti dei suoi 15 000 uomini. Dopo questa catastrofe, Federico V, in esilio a L'Aia e sotto la crescente pressione da parte di Giacomo I d'Inghilterra, pose fine al suo coinvolgimento nella guerra e fu costretto ad abbandonare ogni speranza di avviare ulteriori campagne. La ribellione protestante fu così definitivamente schiacciata.

## Fase danese (1625-1629)

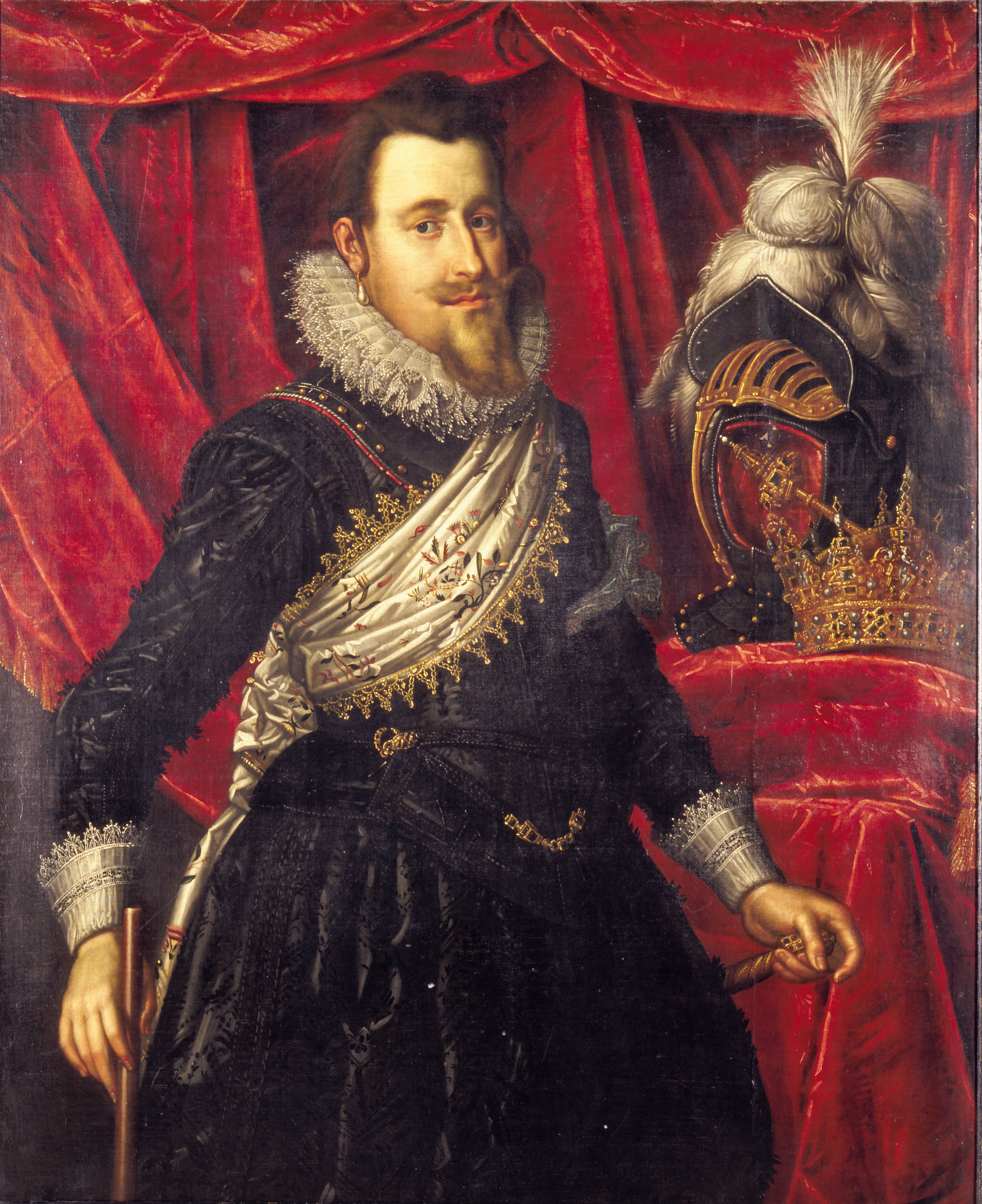
Cristiano IV, re di Danimarca e duca di Holstein.

Il conflitto, che pareva concluso dopo la schiacciante vittoria imperiale di Stadtlohn, fu riaperto dall'intervento militare di Cristiano IV, re di Danimarca e duca di Holstein. Egli, che aveva già approfittato della caotica situazione tedesca nel 1621 per imporre la propria sovranità sulla città di Amburgo, forte della straordinaria opulenza economica del suo regno (dovuta principalmente ai pedaggi sull'Øresund e ai risarcimenti di guerra della Svezia), nel 1625 condusse un esercito formalmente in aiuto dei protestanti tedeschi, temendo che il recente prevalere dei cattolici potesse insidiare la sua monarchia luterana e la successione dei suoi giovani figli. Intendeva inoltre espandere l'influenza danese verso le arterie commerciali costituite dai fiumi Elba e Weser e anticipare un intervento del re svedese, impegnato in Polonia. La motivazione religiosa non era quindi primaria, tanto che il suo intervento fu inviso a parte degli stessi protestanti, alle città anseatiche e agli Holstein-Gottorp, vassalli e al contempo rivali, nonché alla nobiltà danese. Il ''trait d'union'' con la fase precedente era il sostegno formale a Federico V del Palatinato.
A L'Aia si tennero colloqui per un'alleanza protestante. Vi partecipò l'emissario inglese Sir Robert Anstruther (Federico aveva sposato Elisabetta Stuart ed era quindi cognato di Carlo I d'Inghilterra). Cristiano ottenne l'aiuto militare inglese nella forma di un contingente di 13 700 scozzesi, sotto il comando del generale Robert Maxwell, I conte di Nithsdale, e circa 6 000 soldati inglesi, guidati da Charles Morgan, per la difesa della Danimarca. Ottenne supporto dalle Province Unite, che stavano affrontando l'invasione dei loro territori da parte delle forze cattoliche, e dalla Francia. Guidata dal cardinale Richelieu, in nome della raison d'État, essa cominciò a supportare gli sforzi protestanti e a contrastare l'egemonia cattolica degli Asburgo. Entro giugno il sovrano danese avrebbe ammassato più di 20 000 uomini in Holstein.

Il suo interesse era principalmente rivolto alla Bassa Sassonia. I suoi emissari tentarono di farlo eleggere nel marzo 1625 alla carica vacante di Kreisobrist, il che gli avrebbe dato il controllo delle truppe mobilitate a difesa dei vescovadi. Tuttavia i sassoni, che si erano mantenuti neutrali nella fase precedente, lessero le sue intenzioni e gli preferirono il duca di Brunswick-Wolfenbüttel, ma Cristiano riuscì ad annullare l'elezione e a farsi eleggere in maggio. Cristiano senza aver formalmente ratificato l'alleanza protestante sentendosi abbastanza forte si mosse in giugno verso Nienburg sul Weser.

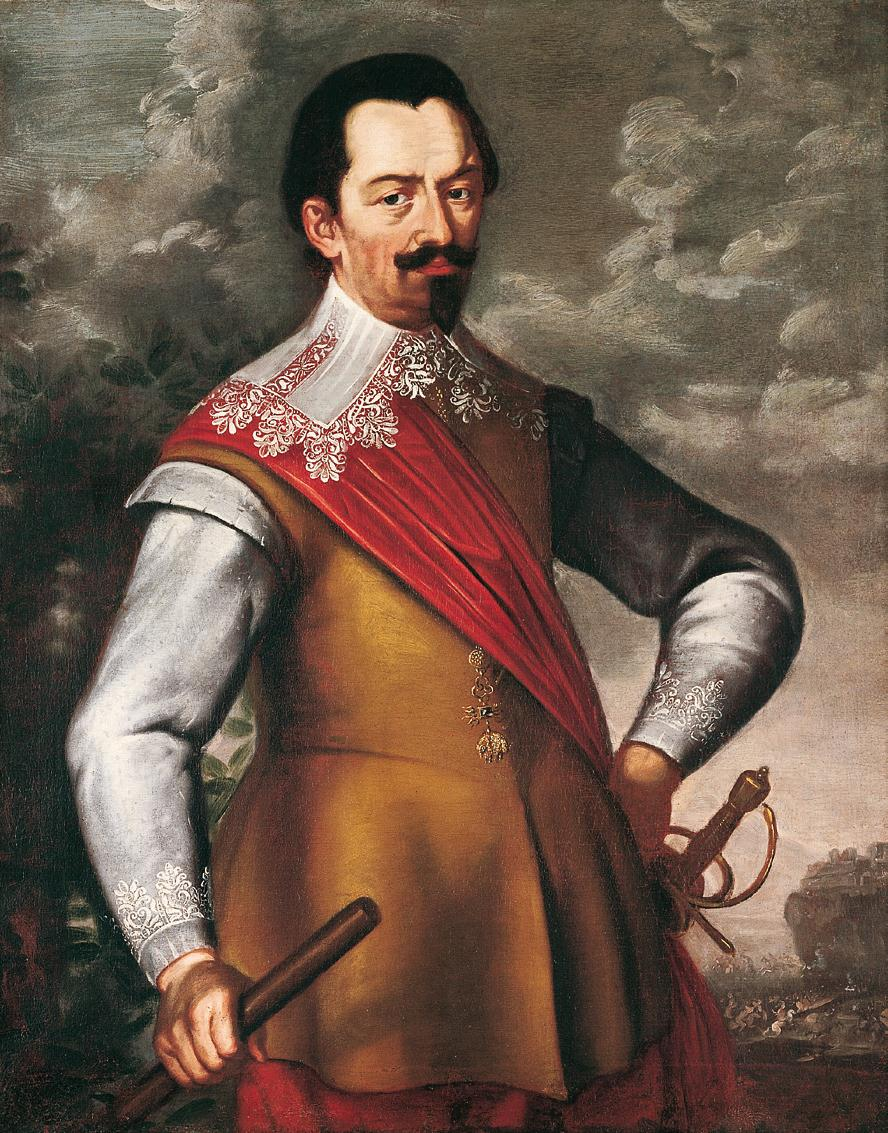
Il generale cattolico Albrecht von Wallenstein.

L'imperatore non fece attendere la sua risposta: arruolò nuove truppe e le assegnò al comandante Albrecht von Wallenstein, un nobile boemo arricchitosi grazie alle terre confiscate dei suoi concittadini, che mise al servizio di Ferdinando II il suo esercito di 20 000 uomini in cambio del diritto di saccheggiare i territori conquistati. Contemporaneamente a Wallenstein, attestatosi nei pressi di Magdeburgo, si mosse anche il conte di Tilly, che con le truppe imperiali invase la Bassa Sassonia.
La situazione danese peggiorò rapidamente e Cristiano rimase isolato, venendo abbandonato anche da parte delle truppe sassoni. Quanto agli appoggi stranieri, la Francia era in preda ad una nuova guerra di religione contro gli ugonotti nel sud-ovest del paese, supportati dall'Inghilterra, mentre la Svezia era impegnata in uno scontro con la confederazione polacco-lituana. Né il Brandeburgo né la Sassonia erano interessate a partecipare al conflitto. Al mancato aiuto alleato si aggiunsero presto le sconfitte sul campo di battaglia: il 25 aprile 1626 l'esercito di Ernst von Mansfeld, che giungeva dalle Province Unite in supporto dei danesi, fu vinto dalle forze di Wallenstein nella battaglia del Ponte di Dessau (Mansfeld morì alcuni mesi dopo in Dalmazia, probabilmente di malattia.), mentre lo stesso Cristiano IV fu costretto a ritirarsi nello Jutland a seguito della battaglia di Lutter (17 agosto 1626), vinta da Tilly.

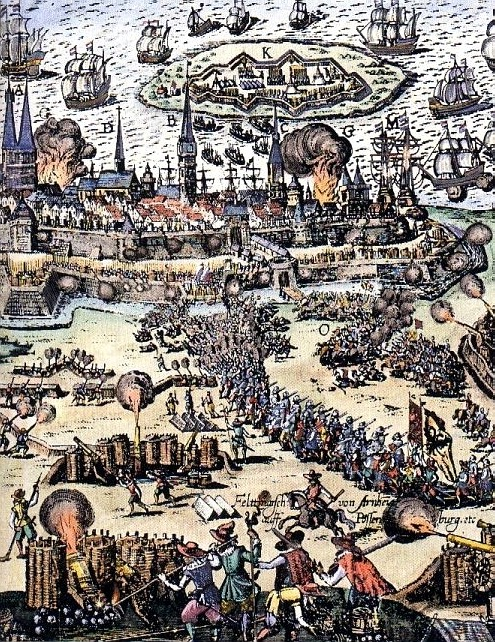
L'assedio di Stralsunda in una raffigurazione dell'epoca.

In seguito alla disfatta danese, gli eserciti imperiali ebbero facile gioco contro le resistenze del Meclemburgo, della Pomerania e del ducato di Holstein, arrivando ad occupare lo Jutland nel dicembre 1627. Tra il maggio e il luglio 1628, Wallenstein, nominato dall'imperatore "Ammiraglio del Mar Baltico", pose l'assedio a Stralsunda, l'unico porto belligerante con strutture sufficienti per costruire una grande flotta in grado di conquistare Copenaghen, difeso da truppe danesi e svedesi e dai volontari scozzesi del colonnello Alexander Leslie (che in seguito divenne governatore della città per conto degli svedesi).
Divenne presto chiaro, tuttavia, che il costo del proseguimento della guerra sarebbe stato di gran lunga superiore agli eventuali utili derivanti dalla conquista del resto della Danimarca: il comandante imperiale cercò, quindi, di negoziare con gli assediati, a cui propose termini molto favorevoli di resa, condizioni che furono tuttavia respinte dalle autorità cittadine, ormai al servizio degli svedesi. La notizia di un nuovo intervento di Cristiano IV che, sbarcato in Pomerania, stava avanzando nell'entroterra tedesco, spinse Wallenstein a togliere l'assedio a Stralsunda; nei pressi di Wolgast le forze imperiali ebbero facilmente la meglio su quelle danesi (12 agosto 1628). Né una né l'altra parte vedevano ora vantaggi nel proseguimento del conflitto: con il trattato di Lubecca, firmato tra il maggio e il giugno 1629, Cristiano IV mantenne il controllo della Danimarca a patto della rinuncia al suo sostegno alla causa dei protestanti tedeschi.
La guerra, che pareva nuovamente vinta dalla causa cattolica, riprese quando Ferdinando II, influenzato dagli esponenti della Lega Cattolica, emanò l'editto di Restituzione, in forza del quale dovevano essere riconsegnati alla Chiesa cattolica tutti i beni confiscati a seguito della Pace di Augusta del 1555 (tra cui due arcivescovati, sedici vescovati e centinaia di monasteri). Ciò provocò la reazione dei principi protestanti non ancora coinvolti nel conflitto e la discesa in campo della Svezia, che grazie alla testa di ponte di Stralsunda, si preparava all'invasione della Germania.

## Fase italiana (1629-1631)

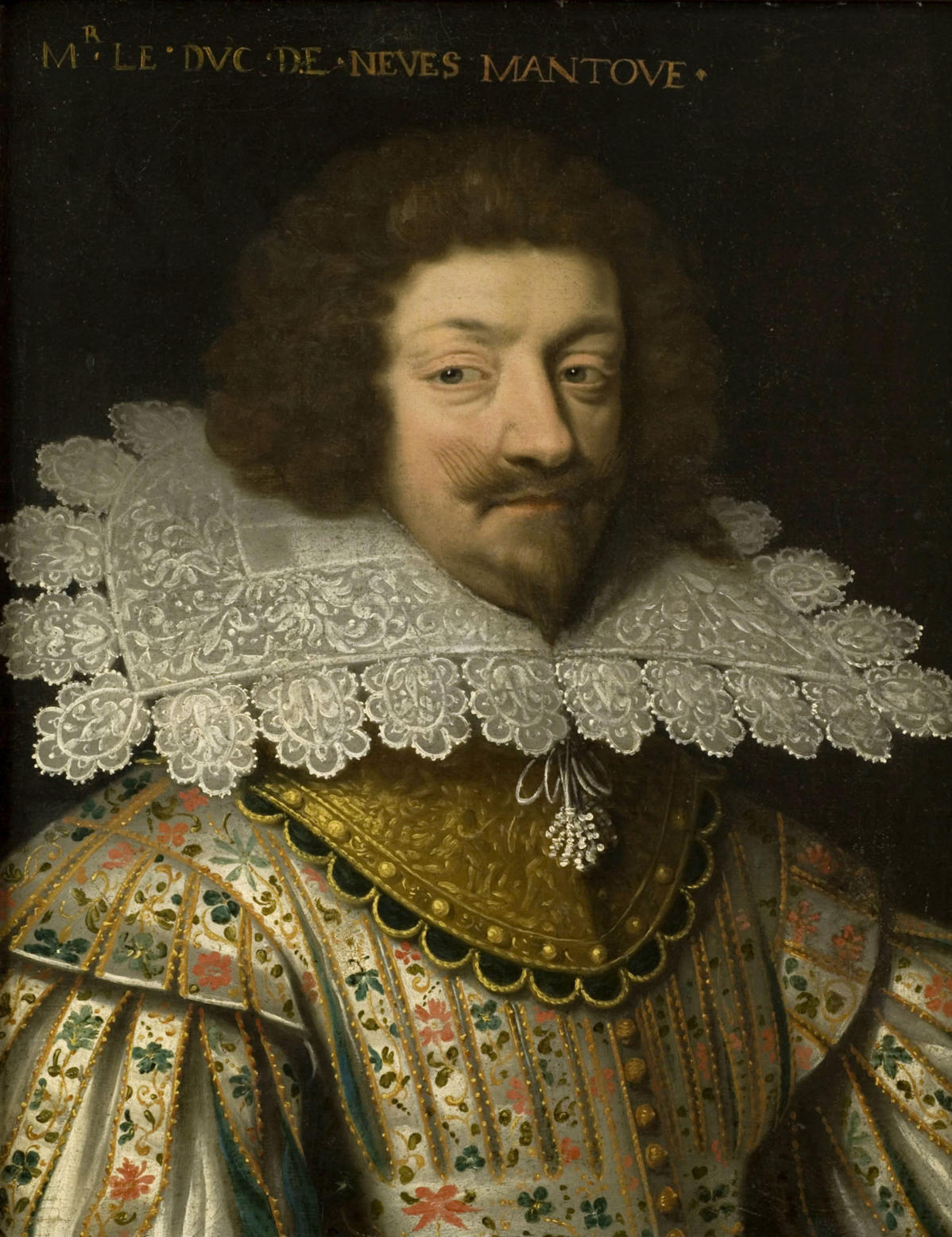
Carlo I di Gonzaga-Nevers, vincitore della cosiddetta fase italiana della guerra dei Trent'anni.

Avvenuta negli anni finali della fase danese e in quelli iniziali della fase svedese, la guerra di successione di Mantova e del Monferrato (detta anche "guerra del Monferrato") viene considerata da alcuni storici come una parte della guerra dei Trent'anni svoltasi non in area tedesca, bensì nella penisola italiana, già protagonista nel secolo precedente di una lunga serie di conflitti tra la Francia di Francesco I e la Spagna di Carlo V. Alla morte senza eredi di Vincenzo II Gonzaga, duca di Mantova e del Monferrato, nel 1627, si aprì la contesa dinastica: da un lato Ferrante II Gonzaga, sostenuto dagli spagnoli, da Ferdinando II e dal duca di Savoia Carlo Emanuele I (che si era accordato con il governatore di Milano per la spartizione del Monferrato), dall'altro Carlo I di Gonzaga-Nevers, signore de facto di Mantova dal gennaio 1628, appoggiato dal re francese Luigi XIII e dal cardinale Richelieu.
In seguito ad un'iniziale vittoria spagnola, con i Savoia che occupavano Trino, Alba e Moncalvo e Ambrogio Spinola che poneva l'assedio a Casale, la situazione si capovolse con la discesa in Italia dello stesso re di Francia, che sbaragliò le forze piemontesi e occupò gran parte del ducato sabaudo, per poi nuovamente arridere alle forze imperiali e spagnole, con l'arrivo nella penisola italica dell'esercito di Wallenstein. La peste dilagante tra le truppe imperiali, gli eventi bellici nel nord Europa e l'invasione svedese della Germania spinsero Ferdinando II a cercare un accordo con i francesi, dapprima con il trattato di Ratisbona (13 ottobre 1630) e infine con la Pace di Cherasco (6 aprile 1631), che riconosceva legittimo duca di Mantova il candidato francese.
La guerra del Monferrato e la grande peste che colpì la penisola tra il 1629 e il 1631 fanno da sfondo alle vicende di Renzo e Lucia ne I promessi sposi, la più nota opera di Alessandro Manzoni, che con notevole accuratezza e ricerca storiografica mostra la società italiana al tempo del dominio spagnolo e la rovina fatta di epidemie, carestie e saccheggi portata dagli eserciti secenteschi nei teatri di conflitto.

## Fase svedese (1630-1635)

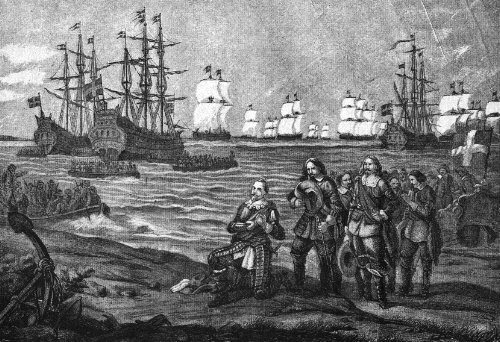
Gustavo II Adolfo, re di Svezia, sbarca in Pomerania (1630).

Se le trame di corte ordite dagli esponenti della Lega Cattolica avevano spinto Ferdinando II, nel 1630, a licenziare Wallenstein, accusato di ricercare l'appoggio di alcuni principi protestanti per acquisire maggiore influenza e indipendenza a scapito del potere asburgico, gli eventi bellici portarono l'imperatore alla pragmatica decisione d'ingaggiarlo nuovamente: il 6 luglio, infatti, 10 000 fanti e 3 000 cavalieri svedesi guidati dal re Gustavo II Adolfo avevano varcato i confini del Sacro Romano Impero sbarcando a Peenemünde, sull'isola di Usedom, Pomerania.
Come il tentativo d'invasione, rivelatosi poi fallimentare, intrapreso dal re di Danimarca, l'impresa svedese fu fortemente sovvenzionata dal cardinale Richelieu (con il Trattato di Bärwalde) e dagli olandesi, permettendo a Gustavo Adolfo ingenti spese belliche durante tutto il corso della guerra: se nel primo anno di intervento la Svezia dovette sborsare ben 2 368 022 Riksdaler per mantenere i suoi 42 000 uomini, due anni più tardi, a fronte di 149 000 effettivi, Gustavo spese solo un quinto di quella cifra, ossia 476 439 Riksdaler, con il restante importo versato dalle casse di Luigi XIII.
L'intervento svedese, giustificato dalla volontà di soccorrere i principi protestanti tedeschi nella lotta contro la fazione cattolica, aveva un duplice obiettivo: prevenire una possibile restaurazione del cattolicesimo nel regno di Svezia (il primo Stato europeo ad aderire alla riforma luterana nel 1527) e ottenere una maggiore influenza economica sugli stati tedeschi affacciati sul Mar Baltico.

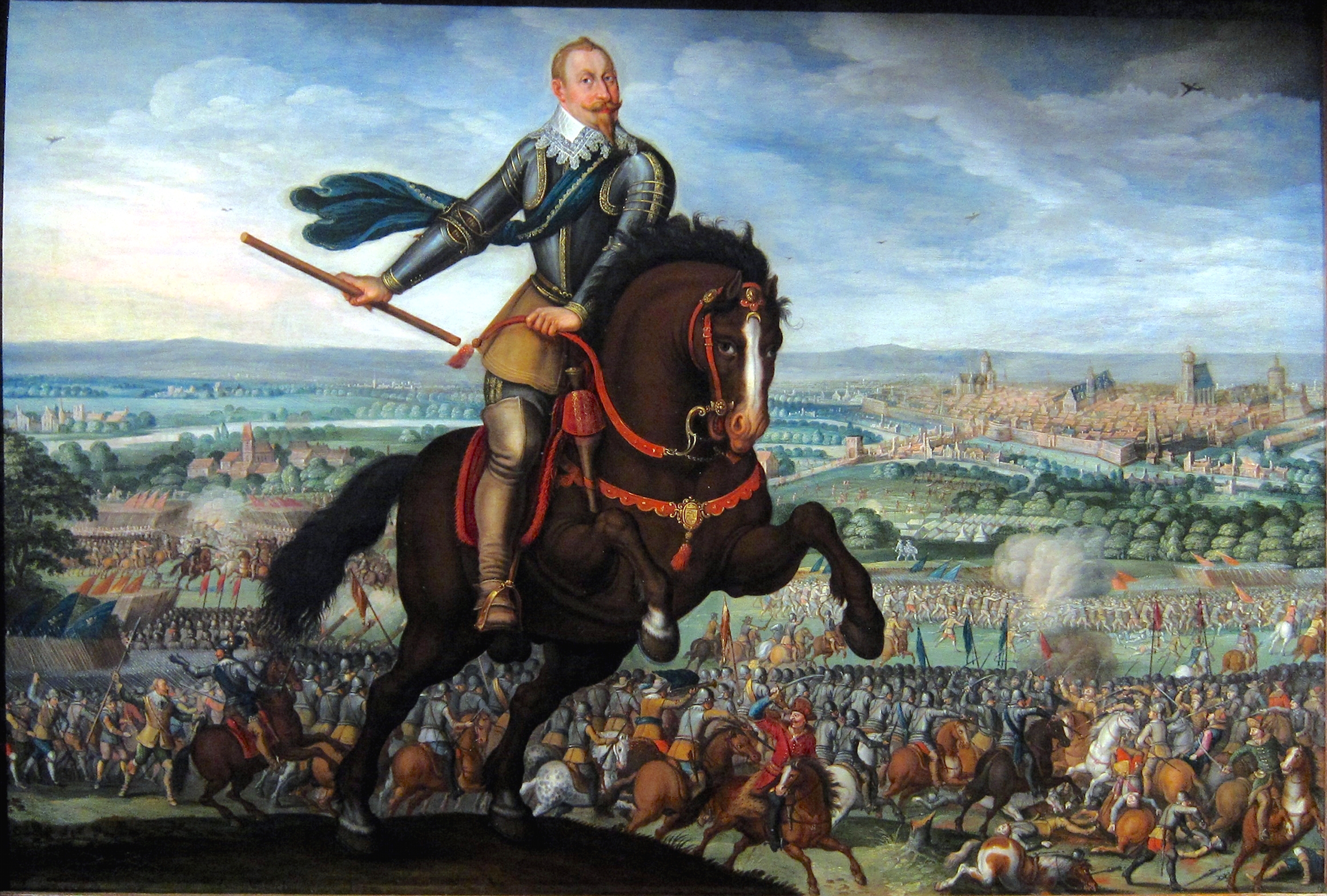
La vittoria di Gustavo Adolfo nella battaglia di Breitenfeld (1631)

Liberatosi del fronte polacco-lituano su cui Gustavo Adolfo era da tempo impegnato e affidatolo ai russi dello zar Michele I (Guerra di Smolensk, 1632-1634), le forze del sovrano svedese ebbero facile gioco nell'occupare dapprima Stettino e successivamente il Meclemburgo; al contempo, le forze cattoliche del conte di Tilly assediavano e prendevano il 20 maggio 1631 la città di Magdeburgo, unica alleata svedese in terra germanica, sottoponendola ad un violentissimo sacco che con i suoi 24 000 morti sarà ricordato come uno degli accadimenti più drammatici dell'intero conflitto.
Fu proprio l'eco dell'eccidio magdeburghese a convincere le protestanti Pomerania e Brandeburgo a unirsi alla causa di Gustavo Adolfo e a far vacillare nella sua ambigua posizione Giovanni Giorgio di Sassonia, convinto definitivamente ad aderire alla lega svedese quando le forze di Tilly, giudicando l'atteggiamento dell'elettore ostile, decise di sferrare un attacco preventivo alla Sassonia. Le forze cattoliche e protestanti si scontrarono il 17 settembre 1631 a nord di Lipsia nella battaglia di Breitenfeld, vero spartiacque della campagna svedese: i 26 000 uomini di Gustavo II (la maggior parte dei quali erano mercenari tedeschi) e i 18 000 sassoni di Giovanni Giorgio I (che, tuttavia, nel corso dello scontro disertarono) conseguirono una schiacciante vittoria sui 30 000 uomini del conte di Tilly; a seguito di tale vittoria non solo le forze protestanti poterono dilagare in terra tedesca ma si ritrovarono rinforzate militarmente dai 12 400 prigionieri di Breitenfeld, che passarono dalla parte svedese, e politicamente dai numerosi stati imperiali che, vista la disfatta cattolica, si schierarono al fianco del "Leone del Nord".
Lasciata la Sassonia, gli svedesi, forti pure dei rinforzi scozzesi (circa 30 000 uomini), marciarono verso la Franconia e la Turingia, nelle valli del Reno e del Meno fino a Francoforte, che posero sotto assedio in novembre; trascorsi i mesi invernali nell'Elettorato di Magonza, alla ripresa degli scontri nel 1632 il re di Svezia entrò in Baviera, provocando la rottura del patto franco-bavarese segretamente stretto nel 1631 a Fontainebleau. Sconfitta nuovamente nella battaglia di Rain (15 aprile) la Lega Cattolica guidata dal conte di Tilly (che fu ferito mortalmente nello scontro) e dall'elettore di Baviera Massimiliano I, il 17 maggio le truppe protestanti entrarono a Monaco, costringendo alla fuga Massimiliano.

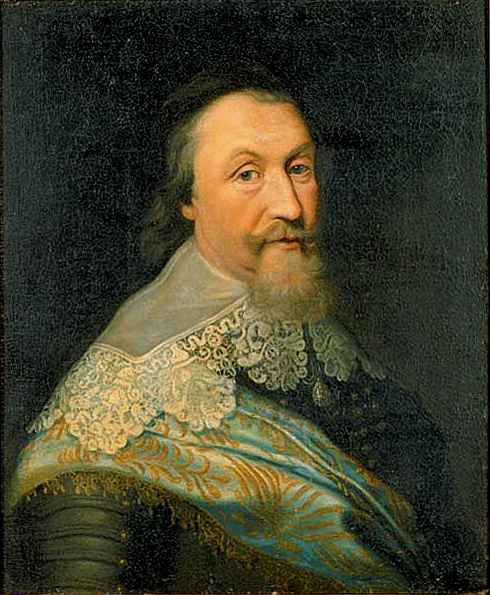
Il cancelliere Axel Oxenstierna, capo della fazione protestante dopo la morte di Gustavo II Adolfo.

La morte di Tilly spinse Ferdinando II a muovere un nuovo esercito, capeggiato da Wallenstein, verso la Boemia con l'obiettivo di interrompere la linea dei rifornimenti di Gustavo Adolfo, accampatosi a Norimberga dopo la liberazione di Praga, occupata dai sassoni di Giovanni Giorgio, da parte delle truppe cattoliche. Sul trinceramento svedese piombò subito Wallenstein, che in luglio pose sotto assedio il campo svedese: la scarsità degli approvvigionamenti e le pestilenze provocarono un notevole assottigliamento delle file protestanti e nemmeno le mosse di Gustavo II per spezzare l'accerchiamento riuscirono a liberare le sue forze dal giogo imperiale.
Ma Wallenstein, convinto di aver vinto le schiere svedesi e presa Lipsia in novembre, decise di porre fine alla campagna smobilitando il suo esercito, che iniziava a soffrire la fame: del passo falso del generale imperiale approfittò Gustavo Adolfo, che nella battaglia di Lützen (16 novembre 1632) riportò una sanguinosa vittoria a prezzo della vita. La speranza imperiale che con la morte del sovrano di Svezia le sue forze si disperdessero s'infranse contro le notevoli capacità del cancelliere Oxenstierna: assunta la reggenza in nome della regina Cristina, di soli sei anni, ricompattò il fronte protestante, indebolito da massicci ammutinamenti e defezioni, stringendo con Renania, Svevia e Franconia (grazie alla determinante mediazione della Francia) la Lega di Heilbronn, con l'intento di assicurarsi una volta terminata la guerra il controllo diretto delle terre imperiali conquistate; le mancate adesioni di Sassonia e Brandeburgo, tuttavia, pregiudicarono l'efficacia della lega e la confinarono nella Germania sud-occidentale, lontana dai veri interessi svedesi.
Analoghe difficoltà si riscontravano all'interno del fronte cattolico: la diffidenza nei confronti di Wallenstein, in parte giustificata dalle trattative non autorizzate da lui intavolate con i protestanti, in parte alimentata da gelosie e invidie di palazzo, portò nel 1633 Ferdinando II a revocargli il comando militare e a ordinare il suo arresto; all'oscuro dell'imperatore, invece, si mosse la congiura del generale irlandese Walter Butler e dei colonnelli scozzesi Walter Leslie e John Gordon, che nella notte del 25 febbraio uccise Wallenstein a tradimento per mano di Walter Devereux.

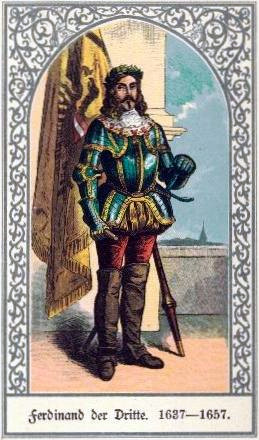
Il futuro imperatore Ferdinando III d'Asburgo.

Morto Wallenstein, il comando delle operazioni militari imperiali passò a Ferdinando d'Asburgo, re di Ungheria e Boemia e futuro imperatore, con questi che subito si adoperò per rafforzare l'armata asburgica ricongiungendola alle truppe spagnole allocate nell'Italia settentrionale, al comando di suo cognato il cardinale Ferdinando. Forte di circa 34 000 unità e 60 cannoni, l'esercito imperiale occupò facilmente Ratisbona e si scontrò vittoriosamente nella prima battaglia di Nördlingen (6 settembre 1634) con le forze svedesi e sassoni: la tattica delle truppe svedesi dimostratasi fino ad allora efficace e innovativa si infranse contro la secolare superiorità del tercio spagnolo, costringendo le forze protestanti (3/5 delle quali furono uccise o catturate a Nördlingen) a una rapida ritirata dalla Germania meridionale. Ogni resistenza al fronte ispano-imperiale cessò entro la primavera del 1635.
Le trattative tra schieramento protestante e parte imperiale furono già avviate nel novembre 1634 con i preliminari di Pirna e furono portate a termine con la pace di Praga (30 maggio 1635): con essa si stabiliva la revoca dell'Editto di Restituzione del 1629 per 40 anni e il ripristino dei termini della Pace di Augusta del 1555 (limitatamente ad alcuni territori protestanti), il divieto imposto ai principi tedeschi di formare alleanze interno o esterne all'impero, l'unificazione degli eserciti germanici nel complessivo "Esercito della maestà imperiale romana e del Sacro Romano impero" (sebbene Giovanni Giorgio I di Sassonia e Massimiliano I di Baviera nella pratica mantennero il comando diretto delle loro forze, solo nominalmente parte dell'esercito dell'imperatore), l'amnistia generale per gran parte degli avversari imperiali a eccezione di alcune personalità protestanti di rilievo, più una serie di concessioni territoriali e pecuniarie a Sassonia, Brandeburgo e Baviera (che ricevettero il titolo di elettore palatino).
Questo accordo fu aspramente criticato da entrambi i fronti: i protestanti lamentarono la mancata libertà religiosa concessa agli stati sotto il controllo asburgico, i cattolici la mancata restituzione dei beni ecclesiastici occupati dai protestanti alla Chiesa, gli svedesi il mancato riconoscimento del possesso della Pomerania (concessa al Brandeburgo) e lo scioglimento della lega di Heilbronn, i francesi il mancato ridimensionamento del potere asburgico in Europa. Furono poste, dunque, le premesse dell'ultima, lunga fase della guerra dei trent'anni.

## Fase francese o franco-svedese (1635–1648)

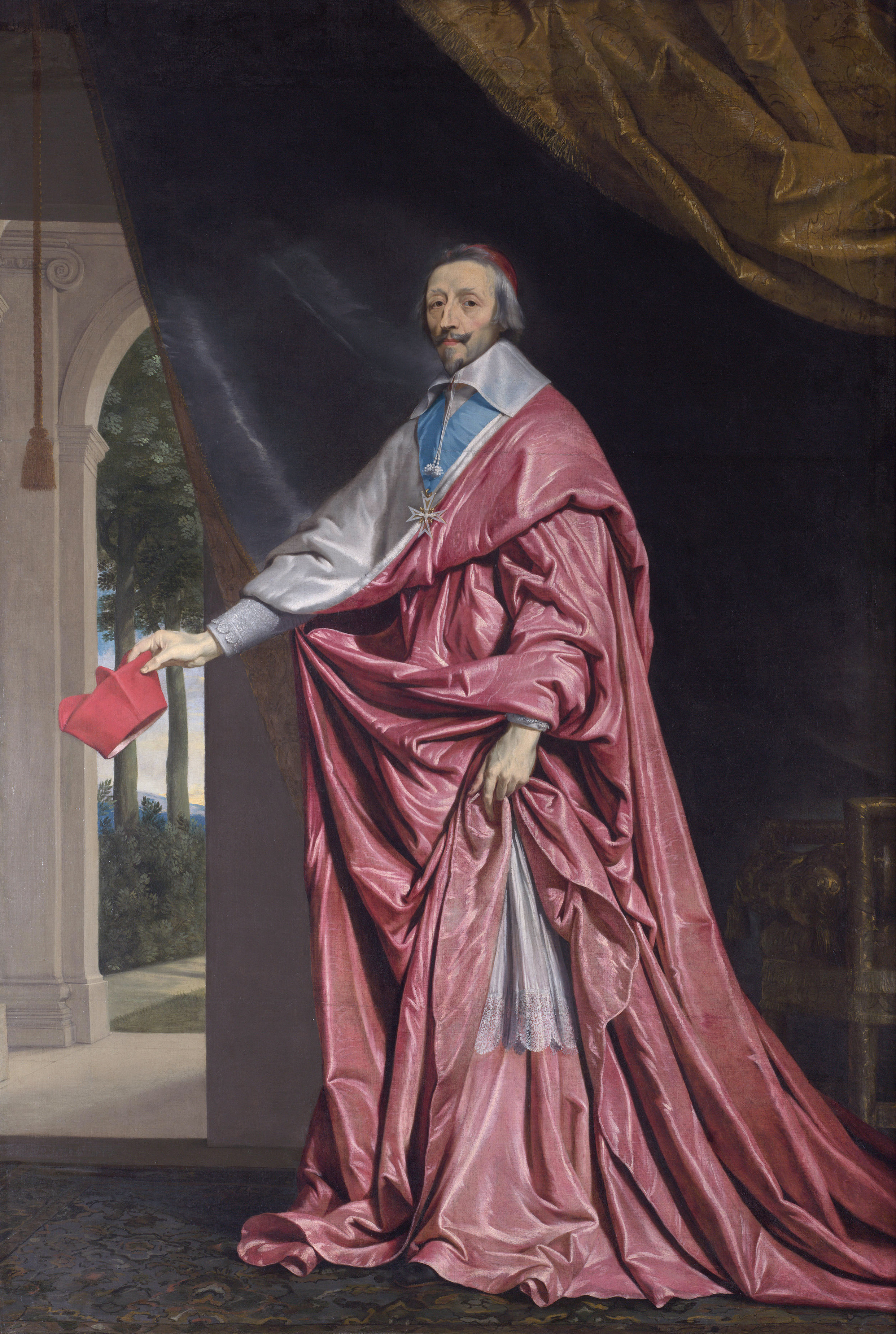
Il cardinale de Richelieu, primo ministro di Luigi XIII di Francia e fautore dell'intervento francese.

L'ingerenza della cattolicissima Francia nel conflitto era di lunga durata: il cardinale de Richelieu, primo ministro di re Luigi XIII, appoggiando finanziariamente i principi protestanti, intendeva indebolire i potenti Asburgo, che controllavano la corona spagnola e quella imperiale e che possedevano direttamente molti territori nei Paesi Bassi e sul confine orientale francese. Con il trattato di Bärwalde del gennaio 1631, la Francia s'impegnava a sostenere l'intervento svedese di Gustavo Adolfo in terra tedesca con il versamento annuale di un milione di livre in cambio della promessa di mantenere militarmente occupati gli Asburgo in Germania e di non avviare trattative di pace con l'imperatore senza il consenso della Francia.
Ma dopo la disfatta svedese a Nördlingen del settembre 1634 e la pace di Praga del 1635, apparve chiara a Richelieu l'incapacità svedese di proseguire la guerra da soli: il pretesto per scendere direttamente in campo contro gli Asburgo fu fornito nel maggio 1635 dall'attacco spagnolo all'elettorato di Treviri, dal 1632 posto sotto la protezione della Francia, cui seguì la dichiarazione di guerra alla Spagna nello stesso mese e all'Impero nell'agosto 1636. Fin da subito le forze francesi poterono contare sul rinnovato esercito svedese sotto la guida di Johan Banér e sul nuovo esercito del Weser al comando di Alexander Leslie, che nella battaglia di Wittstock (4 ottobre 1636) riportarono un'insperata vittoria sulle forze imperiali, che vanificò il vantaggio da queste riportato nella battaglia di Nördlingen. In accordo con le forze svedesi (trattati di Wismar del 1636 e di Amburgo del 1638), le truppe francesi aprirono l'offensiva anti-asburgica in Germania e nei Paesi Bassi mentre le forze svedesi si attestavano nella Germania settentrionale.
La morte di Ferdinando II il 15 febbraio 1637 non fermò le operazioni militari, già affidate al figlio Ferdinando III, che gli successe nella carica imperiale nell'agosto di quell'anno: nonostante la sconfitta di Wittstock, le forze imperiali non fecero che guadagnare posizioni durante tutto il 1636 a scapito del fronte francese (che oltre alla Svezia e alle forze un tempo facenti parte della lega di Heilbronn, ora comprendeva anche le truppe di Bernardo di Sassonia-Weimar), con le forze del cardinale Ferdinando e del generale Johann von Werth, che devastarono Piccardia e Champagne e giunsero a 80 miglia da Parigi e con l'esercito di Carlo IV di Lorena che arrivò alle porte di Digione.

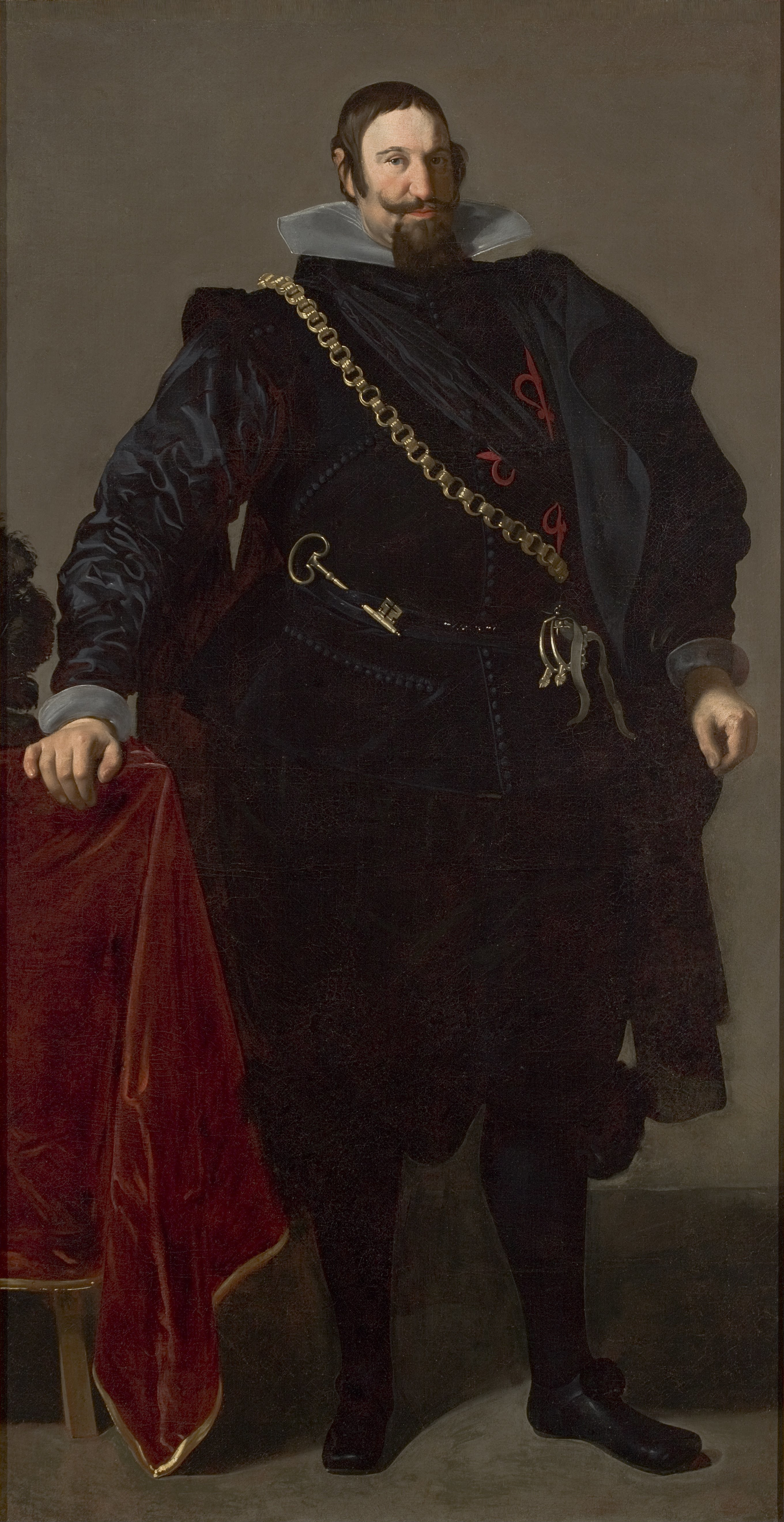
Il Conte-duca de Olivares.

Solo nel 1637 si ebbe la reazione francese con la vittoria di Bernardo di Sassonia-Weimar nella battaglia di Rheinfelden in Alsazia, vanificata, tuttavia, dalle difficoltà che gli svedesi incontravano nel nord della Germania. Né la battaglia di Vlotho dell'ottobre 1638, in cui le truppe imperiali sbaragliarono le forze svedesi, inglesi e palatine (provocando la definitiva uscita del Palatinato dal conflitto) né la morte di Bernardo di Sassonia-Weimar né la battaglia di Chemnitz dell'aprile 1639 né, infine, l'offensiva congiunta franco-svedese in Turingia, si rivelarono decisive per le sorti della guerra, che anzi entrò in una fase di stallo.
L'assedio della piazzaforte asburgica di Arras, protrattosi dal 16 giugno al 9 agosto 1640 (in cui si distinse lo scrittore Savinien Cyrano de Bergerac, le cui gesta in questa battaglia furono menzionate nel Cyrano de Bergerac di Edmond Rostand) e la sua finale caduta in mani francesi volsero, infine, gli eventi decisamente a favore di Luigi XIII e a scapito della Spagna: persa Arras, le truppe francesi ebbero facile gioco nell'invadere e occupare tutte le Contea delle Fiandre, mentre, incoraggiati dalle disfatte asburgiche, venti di ribellione iniziavano a soffiare in maggio in Catalogna e in dicembre in Portogallo. Il governo del conte-duca de Olivares, infatti, con la sua politica di inasprimento fiscale tutta a detrimento di queste due regioni, aveva provocato paralisi a Lisbona e odio e malcontento catalano nei confronti della corte madrilena. Il fermento di tali movimenti separatisti non sfuggì al cardinale Richelieu, che, volendo promuovere una "guerra di diversione" in territorio iberico al fine di costringere gli spagnoli a ritirarsi dal teatro tedesco, fornì prontamente aiuto prima ai catalani e in seguito ai portoghesi. Gli sforzi del primo ministro francese sortirono gli effetti desiderati: Filippo IV di Spagna, supportato dai propri consiglieri, fu a malincuore costretto a distogliere la sua attenzione dalla guerra nel nord Europa per affrontare i problemi nei suoi territori.
La coalizione imperiale precipitò in una profonda crisi. Nel Mediterraneo e nell'Atlantico le flotte francesi e olandesi vinsero ripetutamente quelle ispaniche, mentre le forze francesi e svedesi riguadagnavano l'iniziativa nella Germania meridionale: nella seconda battaglia di Breitenfeld del 2 novembre 1642, combattuta al di fuori di Lipsia, il feldmaresciallo svedese Lennart Torstenson sconfisse l'esercito imperiale guidato da Leopoldo Guglielmo d'Austria e dal principe generale Ottavio Piccolomini, causando la perdita di 20 000 uomini, la cattura di 5 000 prigionieri e di 46 cannoni al costo di 4 000 tra uccisi o feriti fra le schiere franco-svedesi. La vittoria a Breitenfeld permise l'occupazione svedese della Sassonia e obbligò Ferdinando III a considerare il ruolo della Svezia, e non solo la Francia, in qualsiasi negoziato di pace futuro.

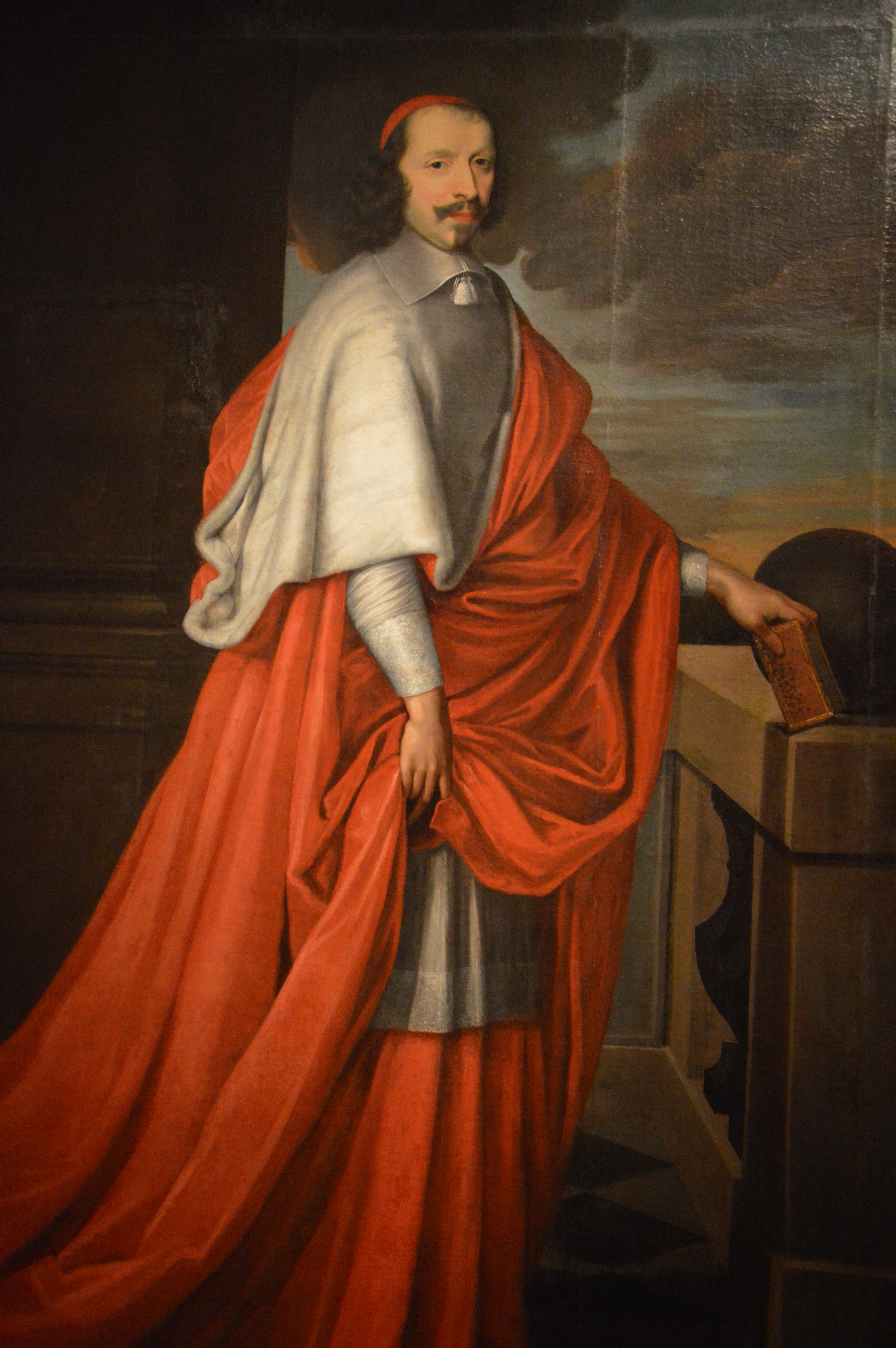
Il cardinale e primo ministro di Francia Giulio Mazzarino.

Nemmeno la morte del cardinale Richelieu il 4 dicembre 1642 mutò gli equilibri bellici. Il cardinale Giulio Mazzarino, subentrato a Richelieu, continuò l'opera del predecessore: aiuti economici e militari continuarono a fluire verso gli insorti catalani e i ribelli lusitani, i quali avevano deciso di recidere il legame dinastico che dal regno di Filippo II li univa alla corona spagnola. A fronte di una situazione così critica, Olivares cercò invano la pace con la Francia e le Province Unite: questo nuovo insuccesso, sommato alla disfatta subita dagli spagnoli a Rocroi il 19 maggio 1643 per mano del generale francese Luigi II di Borbone-Condé, segnò la fine della carriera del Conte-Duca, che venne allontanato nel 1643 da Filippo IV. Il 14 maggio 1643, intanto, moriva Luigi XIII, lasciando soli al governo il cardinale Mazzarino e Anna d'Austria, reggenti in nome di Luigi XIV, di soli cinque anni.
Il successo di Rocroi venne vanificato il 24 novembre 1643 nella battaglia di Tuttlingen, quando le truppe francesi, impegnate in una campagna sul Reno, vennero sorprese e vinte dalle schiere imperiali, bavaresi e lorenesi di Franz von Mercy, costringendo alla ritirata in Alsazia degli invasori. Della debolezza francese e della lontananza degli eserciti svedesi, impegnati in Danimarca nella cosiddetta guerra di Torstenson, approfittò Massimiliano I di Baviera, che per tutta la seconda metà del 1644 affrontò con alterne fortune nella regione renana le truppe di Luigi di Borbone-Condé, le Grand Condé. Anche la successiva campagna che portò i francesi, avendo vinto e ucciso von Mercy nella seconda battaglia di Nördlingen il 3 agosto 1645, temporaneamente fin sulle sponde del Danubio si rivelò effimera quando, a causa delle ingenti perdite, i francesi furono costretti ad attestarsi nuovamente sul Reno.
Più successo ebbe l'avanzata svedese: la vittoria riportata a Jankov (6 marzo 1645), a sud-est di Praga, consentì a Torstenson di giungere a 30 miglia dalla stessa Vienna (costringendo alla fuga a Graz dell'imperatore), capitale asburgica che tuttavia non fu assediata, preferendo il generale svedese consolidare le proprie posizioni in Boemia, Moravia e nell'elettorato di Sassonia (uscito dal conflitto il 14 aprile 1646 con la pace di Eilenberg). La successiva campagna congiunta degli eserciti svedesi e francesi al comando di Carl Gustaf Wrangel e del visconte di Turenne in Baviera e nel Württemberg spinse Massimiliano I prima alla fuga e poi ad abbandonare l'alleanza asburgico-imperiale con la tregua di Ulma del 14 marzo 1647. Ma appena si allentò la presenza francese, concentrata nelle Province Unite, e gli svedesi si spinsero ancora più a oriente, l'elettore di Baviera sconfessò gli accordi di Ulma siglando nuovamente, con il trattato di Pilsen, l'alleanza con l'imperatore.
Nel marzo 1648 si avviavano quelle che si sarebbero rivelate le ultime campagne della guerra: i restanti eserciti imperiali furono sconfitti nei pressi di Augusta nella battaglia di Zusmarshausen (17 maggio) e a settentrione nella battaglia di Lens (20 agosto). L'avanzata anti-asburgica in Baviera e in Boemia venne arrestata quando si seppe della firma della pace di Vestfalia, che poneva fine a un conflitto durato tre decenni e che aveva visto la partecipazione diretta o indiretta di tutte le potenze del Vecchio Continente.

## Fine del conflitto: la pace di Vestfalia (1648)

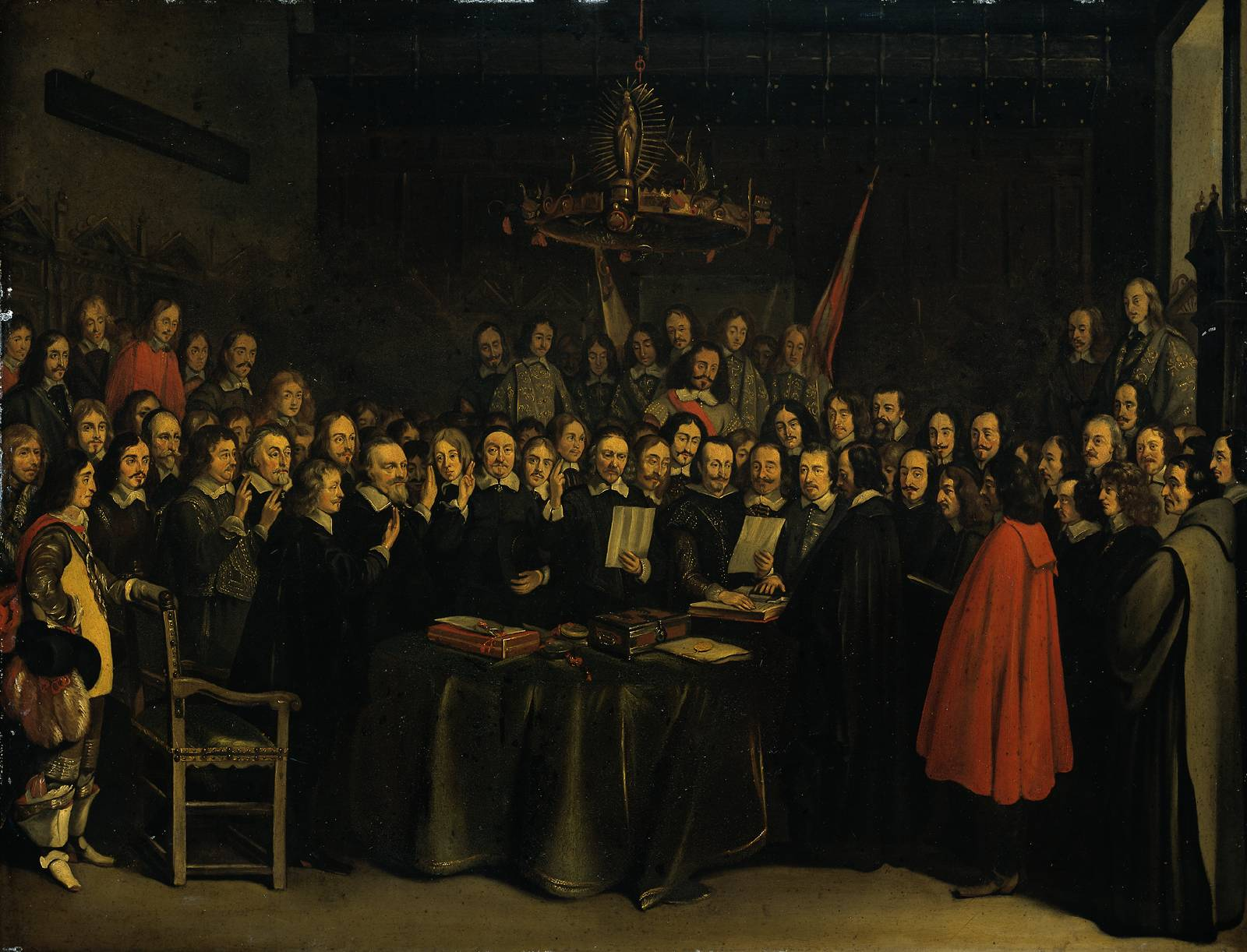
La firma del trattato di Münster.

Le trattative di pace, intavolate già nel 1643, si rivelarono molto complesse e laboriose per via della molteplicità degli interessi politici, economici e religiosi in gioco ed ebbero un risultato finale solo nel 1648, quando a Osnabrück il 15 maggio e a Münster il 24 ottobre furono firmati dalle 109 delegazioni coinvolte nelle negoziazioni i trattati gemelli radunati sotto il nome collettivo di pace di Vestfalia. Per via dei dissidi confessionali, si stabilì di svolgere trattative separate tra le parti in causa: i cattolici, con mediatore il nunzio pontificio Fabio Chigi (futuro papa Alessandro VII), si radunarono a Münster, siglando la fine delle ostilità tra Francia e Asburgo e tra Spagna e Province Unite (potenze queste ultime che, con diverse intensità, si combattevano da circa ottant'anni); i protestanti, sotto la tutela di Alvise Contarini, firmarono a Osnabrück la pace tra Asburgo e Svezia.

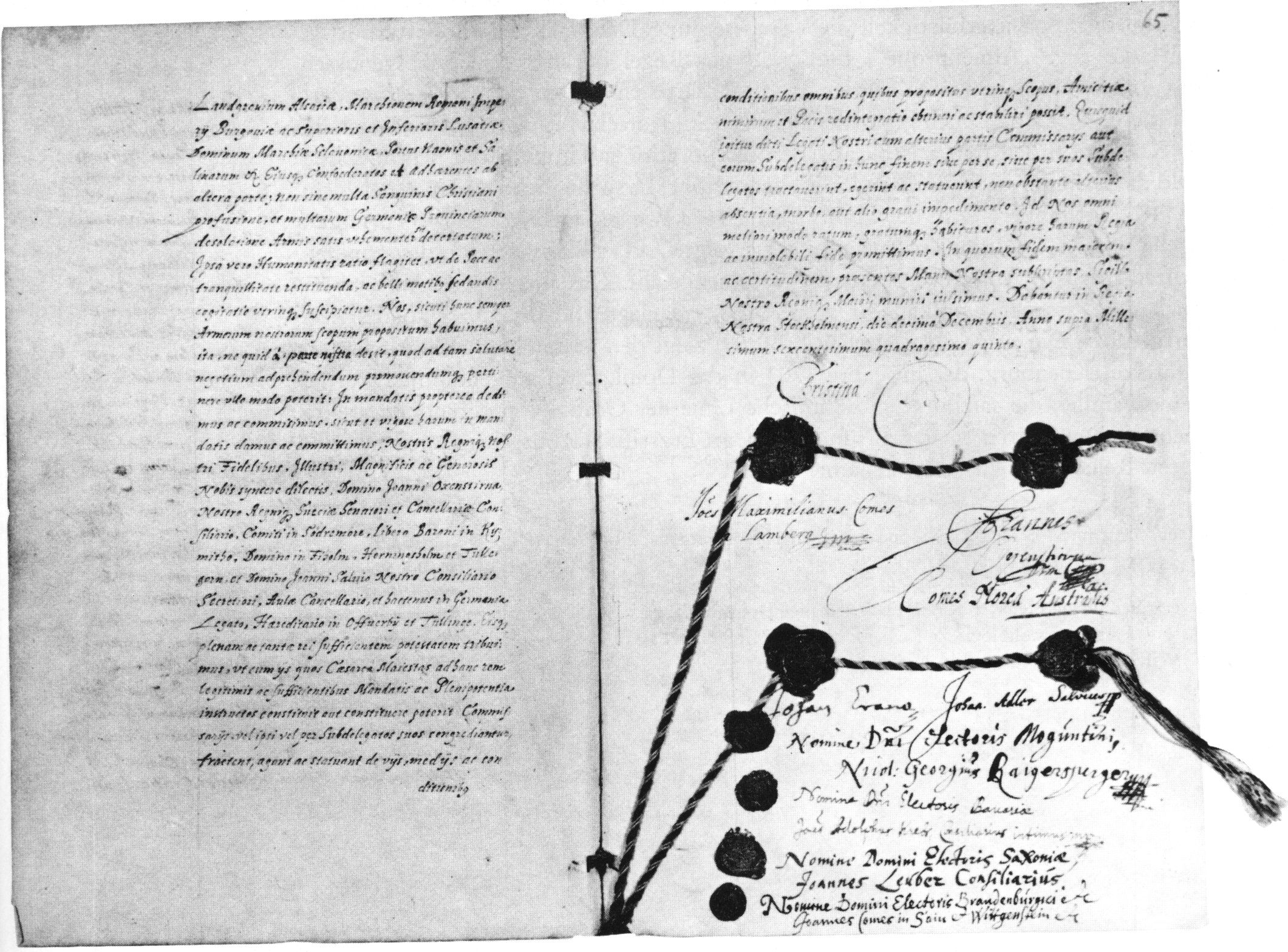
Copia del trattato di Osnabrück.

Determinante nella fine della guerra fu la volontà del cardinale Mazzarino: questi, infatti, dovendo affrontare internamente la Fronda, avviata dal Parlamento di Parigi il 10 luglio 1648 con la dichiarazione dei 27 articoli, che di fatto limitavano le prerogative del sovrano e trasformavano la Francia in una monarchia parlamentare, preferì chiudere un conflitto che aveva visto i Borbone trionfare sugli Asburgo, sebbene non definitivamente. La Spagna asburgica, infatti, non volendo riconoscere l'egemonia francese che si stava profilando in Europa, continuò a lottare fino al totale esaurimento delle proprie forze, sancito dal trattato dei Pirenei (7 novembre 1659).
Ulteriori negoziati furono tenuti a Norimberga per risolvere la spinosa questione della smobilitazione e del pagamento delle truppe operanti in Germania; tali discussioni continuarono fino al 1651, e le ultime guarnigioni furono ritirate solamente nel 1654.

## Aspetti tattici e strategici della guerra
La guerra dei trent'anni ebbe grande importanza anche nell'introduzione di significative novità in campo militare. Da questo punto di vista può ritenersi della massima importanza il ruolo dell'intervento svedese, in quanto l'esercito di Gustavo Adolfo rappresentava sicuramente, all'epoca, la più moderna organizzazione bellica presente in Europa.

### Innovazioni tattiche svedesi
La guerra iniziò in un periodo in cui, nella maggior parte dell'Europa, erano in uso le tattiche tradizionali di tipo spagnolo, poco diverse da quelle adottate nel XVI secolo; fulcro di tali dottrine era la formazione detta tercio, un consistente gruppo di picchieri disposto in un denso quadrato e circondato da moschettieri di supporto. Nel tercio, il ruolo più importante era affidato ai picchieri, che dovevano svolgere un ruolo sia difensivo che offensivo, avanzando a picche spianate, mentre i moschettieri avevano essenzialmente un compito subordinato, anche a causa della bassa cadenza di tiro.

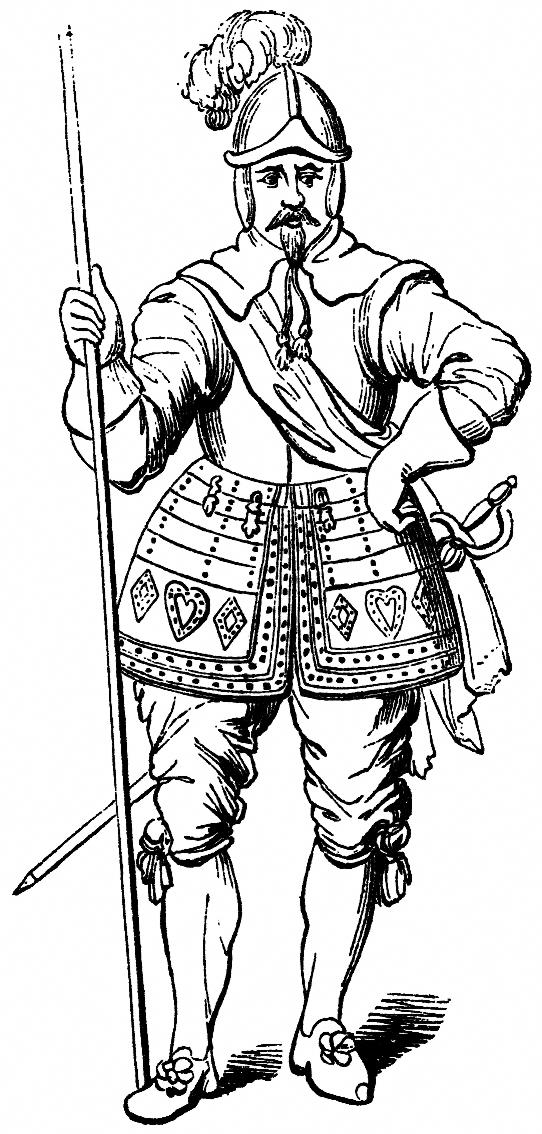
Picchiere - Nell'esercito svedese i picchieri persero il loro ruolo predominante

In questa situazione si distingueva nettamente, per le tattiche adottate, l'esercito svedese. Le riforme militari attuate da Gustavo Adolfo, ispirate dai provvedimenti attuati dagli olandesi nella loro decennale lotta contro la Spagna, riguardarono sia le tre armi singolarmente (fanteria, cavalleria, artiglieria), sia il coordinamento dei vari componenti l'armata.
- La fanteria svedese vedeva la predominanza dei moschettieri sui picchieri, in un rapporto di circa 2:1, e l'adozione di una formazione lineare su più file (in genere sei), che consentiva di massimizzare la potenza di fuoco dei moschettieri; questi ultimi erano addestrati a ricaricare il più rapidamente possibile e a sparare per salve controllate per fila, mentre le altre file ricaricavano.
- La cavalleria, che per il predominio dei picchieri aveva perso importanza sul campo di battaglia nei precedenti decenni, abbandonava la poco efficace tattica del caracollo e passava a una tattica più incisiva di carica all'arma bianca (in special modo la sciabola).
- L'artiglieria, finora relativamente secondaria, veniva notevolmente sviluppata, con un sostanziale alleggerimento dei pezzi, la cui maneggevolezza ne permetteva ora lo spostamento sul campo, prima quasi impossibile; inoltre vennero introdotti "cannoni reggimentali" per appoggiare le formazioni di fanteria e venne data molta importanza alla rapidità nel caricamento.

Tali innovazioni si rivelarono decisive per l'esito del conflitto e vennero via via adottate dai vari contendenti. Nelle battaglie che videro scontrarsi eserciti che adottavano le due diverse dottrine (come a Breitenfeld o a Rocroi), prevalse sempre la tattica svedese.

### Logistica
La logistica degli eserciti impegnati nel conflitto fu sempre molto problematica. Non esistevano, all'epoca, treni di rifornimento come quelli che sarebbero stati impiegati nel XVIII secolo. Se questo rendeva possibile per gli eserciti effettuare spostamenti più rapidi, in quanto non esisteva la necessità di trainare lenti carriaggi, il materiale per il sostentamento delle truppe era spesso ridotto ai minimi termini. La tipica politica adottata nella guerra fu l'utilizzo sistematico delle risorse del territorio: questa spoliazione di intere regioni ebbe conseguenze molto gravi sulle popolazioni ed era inserita in un sistema più generale, per cui i comandanti degli eserciti traevano lauti profitti dai saccheggi sistematici.
Emblematico di questa abitudine fu il comandante imperiale Albrecht von Wallenstein: al comando di un esercito da lui stesso arruolato, egli trasse enormi profitti che gli consentirono di equipaggiare il suo esercito in maniera relativamente uniforme e di aumentare di molto il numero di truppe al suo comando, fino al suo assassinio. Il problema dei rifornimenti incise spesso sulle operazioni militari, costringendo gli eserciti a spostarsi a causa dell'esaurimento delle risorse locali; inoltre, si assistette a casi in cui intere armate furono decimate a causa del forzato passaggio o stazionamento in zone già esaurite.
Con il proseguire della guerra il problema logistico si fece sempre più stringente, a causa dell'aumento del numero di uomini in campo. Molto problematico si rivelò il pagamento delle truppe, che ricevevano il salario con ampio ritardo, fatto che provocò numerosi ammutinamenti, soprattutto da parte dell'esercito svedese. Una conseguenza secondaria della necessità di pagare ed equipaggiare un grande numero di truppe fu l'avvento della standardizzazione nelle uniformi e nell'armamento, per aumentare le velocità di produzione e diminuire i costi.

## Le conseguenze del conflitto

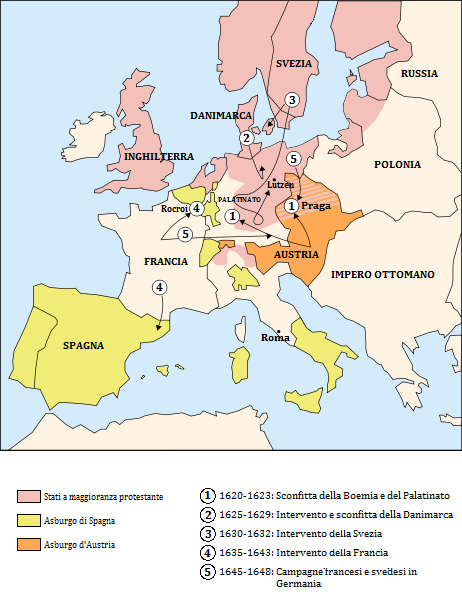
Mappa della Guerra dei Trent'anni.

La guerra dei trent'anni fu probabilmente il più grave evento che coinvolse l'Europa centrale prima delle Guerre Mondiali ed ebbe conseguenze molto rilevanti sia da un punto di vista sociale e demografico, sia da un punto di vista più strettamente politico e culturale, come apparve chiaramente in quella che fu definita la Crisi del Seicento. Secondo Nicolao Merker, la guerra dei trent'anni fu "in assoluto la maggiore catastrofe mai abbattutasi" sulla Germania.

### Perdite demografiche ed economiche
La quantificazione dei danni riportati dalla popolazione tedesca durante il conflitto è stata per anni argomento di accese dispute fra gli storici. Geoffrey Parker ritiene probabile che, considerando l'intera Germania, il calo demografico si sia attestato tra il 15 e il 20 per cento della popolazione, che nell'Impero passò dai circa 20 milioni del 1618 a un totale di circa 16-17 milioni nel 1650. Le valutazioni di altri autori sono molto più elevate; secondo Gustav Freytag le perdite umane furono di circa 12 milioni di persone con una popolazione che si contrasse da 18 milioni a circa 6 milioni; Johannes Scherr calcola che il decremento demografico fu ancora maggiore, da 16-17 milioni a soli 4 milioni.

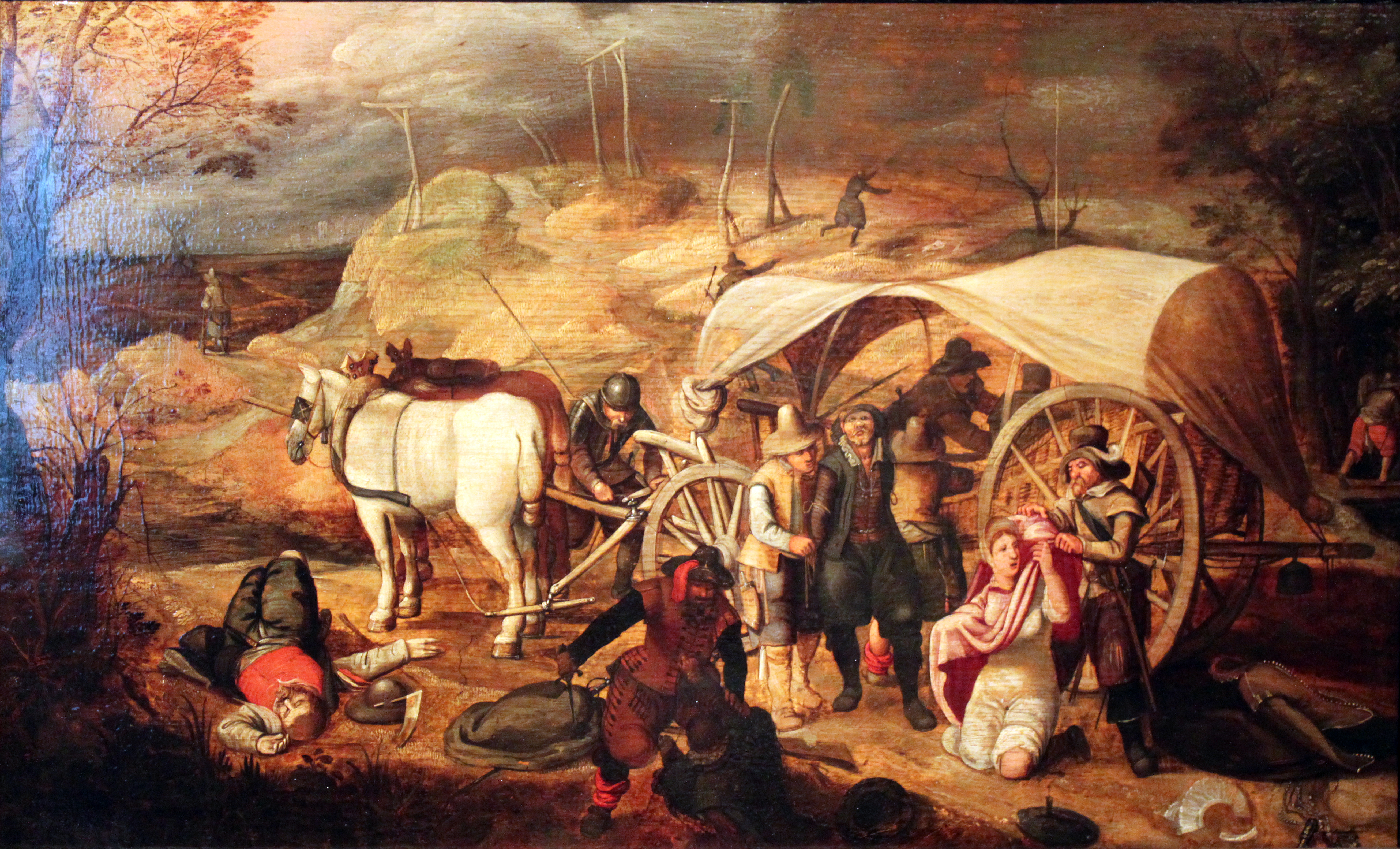
Soldati saccheggiatori. Vranx, 1647, Deutsches Historisches Museum di Berlino.

I villaggi furono prede particolarmente vulnerabili per gli eserciti. Tra quelli che riuscirono a sopravvivere, come il piccolo villaggio di Drais nei pressi di Magonza, dovettero impiegare quasi un secolo per recuperare la situazione prebellica. Si stima che le sole armate svedesi siano state responsabili della distruzione di circa 2 000 castelli, 18 000 villaggi e 1 500 città in Germania, un terzo di tutte le città tedesche.
Da zona a zona si registrano tuttavia notevoli differenze, che rispecchiano la frequenza degli scontri e del passaggio degli eserciti in ogni regione; le più colpite furono la Pomerania, il Meclemburgo, il Brandeburgo e il Württemberg, mentre le regioni nord-occidentali furono in gran parte risparmiate. Il Württemberg perse i tre quarti della sua popolazione durante la guerra. Nel territorio di Brandeburgo, le perdite furono pari a circa la metà della popolazione, mentre in alcune zone si stima che i due terzi degli abitanti siano morti. Complessivamente, negli stati tedeschi, la popolazione maschile si ridusse di quasi la metà. Nelle terre ceche, la popolazione diminuì di un terzo a causa delle battaglie, delle malattie, della malnutrizione e come conseguenza dell'espulsione dei protestanti residenti.
La causa principale del calo demografico non è tanto legata a eventi bellici, che contribuirono in maniera relativamente bassa, ma alla mancanza di vettovaglie e al ripetuto diffondersi di epidemie; il passaggio delle truppe, in gran parte eserciti di mercenari che traevano sostentamento dal saccheggio sistematico dei luoghi che attraversavano, generava una carenza di viveri che indeboliva gli abitanti, rendendoli facile preda di malattie infettive la cui diffusione era favorita dai flussi di profughi e dal concentramento degli sfollati nelle città. Questo ricorrere di epidemie e calo demografico, che trova riscontro in vari documenti dell'epoca, come registri parrocchiali e delle tasse, sembra comunque fosse già, almeno in parte, cominciato prima della guerra, che quindi forse non fece altro che accelerare un processo già innescato.

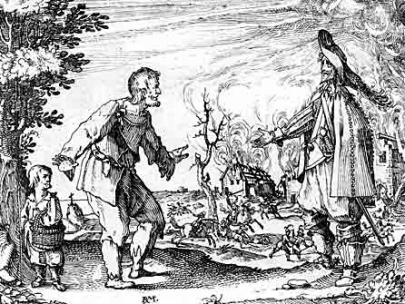
Un contadino chiede pietà di fronte a una fattoria in fiamme.

Tra il 1618 e il 1648, pestilenze di diversi tipi infuriarono, in tutta la Germania e nei paesi limitrofi, tra combattenti e popolazione civile. Le caratteristiche della guerra furono determinanti per favorire la diffusione delle malattie, tra queste: i frequenti movimenti di truppe, l'afflusso di soldati provenienti da paesi stranieri e le mutevoli posizioni dei fronti della battaglia. Inoltre, lo spostamento delle popolazioni civili e il sovraffollamento nelle città dovuto ai rifugiati comportò frequenti episodi di malnutrizione e di trasmissione di malattie. Sulle cronache locali, quali i registri parrocchiali e i documenti fiscali, si possono trovare le informazioni su numerose epidemie, tuttavia questi dati potrebbero essere incompleti o, a volte, sovradimensionati. I documenti mostrano che il verificarsi di malattie epidemiche non fu un'esclusiva del tempo di guerra, ma esse si verificarono in molte parti della Germania per diversi decenni prima del 1618.
Quando l'esercito imperiale e quello danese si scontrarono in Sassonia e Turingia, tra il 1625 e il 1626, le malattie infettive aumentarono nelle comunità locali. I documenti parlano ripetutamente di "malattia della testa", "malattia ungherese" e di una "malattia maculata", identificata successivamente come la tubercolosi. Dopo la guerra di Mantova, combattuta tra la Francia e gli Asburgo in Italia, la parte settentrionale della penisola italica fu soggetta ad un'epidemia di peste bubbonica (vedi peste del 1630). Durante l'infruttuoso assedio di Norimberga del 1632, i civili e i soldati di entrambi gli schieramenti soffrirono di tubercolosi e scorbuto. Nel 1634, Dresda, Monaco di Baviera e altre piccole comunità tedesche, come Oberammergau, registrarono un gran numero di vittime dovute alla peste. Negli ultimi decenni della guerra, sia la tubercolosi che la dissenteria furono condizioni endemiche in Germania.
Dal punto di vista economico la guerra causò una generale contrazione economica in tutto l'Impero, cui contribuirono i saccheggi, i furti e le distruzioni indiscriminate, ma anche gli altissimi costi per il mantenimento degli eserciti mercenari. Molte città e stati tedeschi s'indebitarono per sostenere lo sforzo bellico e dopo la guerra il recupero fu ostacolato dal fatto che l'Impero fu coinvolto in una serie di nuove guerre con la Francia e l'Impero ottomano che, pur non coinvolgendo direttamente la Germania, richiesero nuovi sforzi economici. Come detto, la guerra fu causa di gravi danni all'economia dell'Europa centrale, tuttavia si ritiene che potrebbe aver semplicemente aggravato una situazione che già si stava instaurando precedentemente. Inoltre, alcuni storici sostengono che il costo umano della guerra possa avere migliorato il tenore di vita dei sopravvissuti. Secondo Ulrich Pfister, nel 1500 la Germania fu uno dei paesi più ricchi d'Europa, ma nel corso del 1600 questo primato andò di gran lunga a deteriorarsi. Durante il periodo tra il 1600 e il 1660, il paese tornò economicamente a crescere, in parte grazie allo shock demografico della guerra dei Trent'anni.

### Conseguenze politiche

Europa centrale al termine della Guerra dei Trent'anni, si può notare la frammentazione provocata dal conflitto.

La maggiore conseguenza, dal punto di vista politico fu la conferma della frammentazione della Germania, che ora veniva a essere formata da stati di fatto indipendenti. Tale situazione durò fino al 1871, quando la Germania fu riunificata dalla Prussia in seguito a una vittoriosa guerra contro la Francia. La Spagna, che continuò ancora a combattere contro la Francia dopo la firma della pace, evidenziò chiaramente i segni dell'inarrestabile decadenza già iniziata negli ultimi decenni del secolo XVI.
Sconfitta sul fronte pirenaico e su quello dei Paesi Bassi, tormentata internamente dalle rivolte della Catalogna e del Portogallo, si vide costretta a riconoscere in un primo momento l'indipendenza dei Paesi Bassi (a quel tempo denominati Province Unite, ma rimanevano i Paesi Bassi spagnoli, cioè l'attuale Belgio insieme a poco altro) e in seguito l'indipendenza del Portogallo, che venne messo sotto protezione dell'Inghilterra, ponendo così fine guerra degli Ottant'anni.
La Francia uscì dalla guerra rafforzata: grazie al declino spagnolo e alla frammentazione del Sacro Romano Impero, divenne una potenza di primo rango, uscendo trionfalmente da un periodo di eclissi che durava ormai da molti decenni. In seguito i Borbone di Francia sfidarono la supremazia della Spagna degli Asburgo nella guerra franco-spagnola (1635-1659); guadagnando l'ascesa definitiva come prima potenza continentale nella guerra di devoluzione (1667-1668) e nella guerra franco-olandese (1672-1678), sotto la guida di Luigi XIV.

Per l'Austria e la Baviera il risultato della guerra fu ambiguo. La Baviera fu sconfitta, devastata e occupata, ma conquistò alcuni territori con la pace di Westfalia. L'Austria fallì completamente nel riaffermare la sua autorità nell'impero, ma soppresse con successo il protestantesimo nei propri domini. Rispetto alla Germania, la maggior parte del territorio dell'Austria non subì significative devastazioni, e il suo esercito uscì dalla guerra più forte di prima, a differenza di quelli della maggior parte degli altri stati dell'Impero. Ciò, insieme alla sagace diplomazia di Ferdinando III, permise all'Austria di riguadagnare una certa autorità sugli altri stati tedeschi, rendendola in grado di affrontare le crescenti minacce dell'impero ottomano e della Francia.

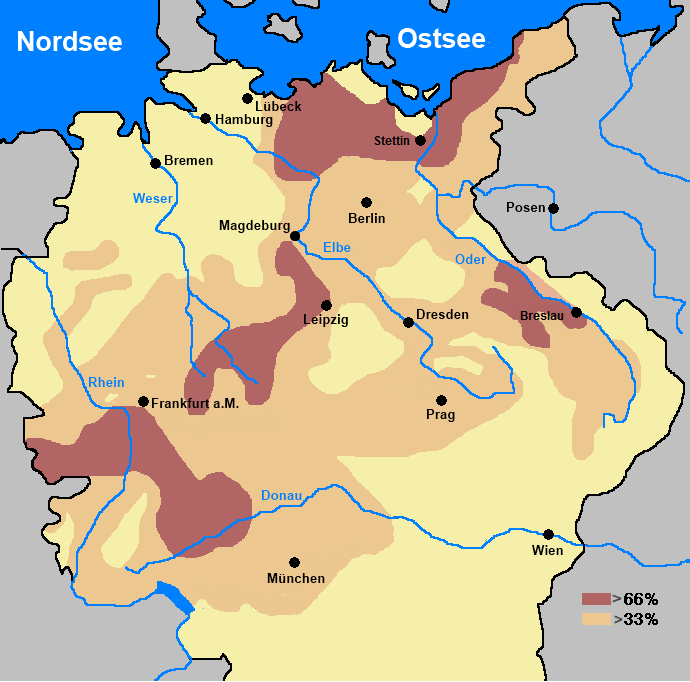
Riduzione della popolazione del Sacro Romano Impero in percentuale.

Dal 1643-1645, durante gli ultimi anni della Guerra dei Trent'anni, la Svezia (alleata con le Sette Provincie Unite) e la Danimarca (alleata con il Sacro Romano Impero) si scontrarono nella guerra di Torstenson. Il risultato di quel conflitto e la conclusione della pace di Westfalia contribuirono all'affermazione della Svezia come importante forza in Europa.
Gli accordi presi nella pace di Westfalia vengono ancora oggi considerati come uno dei cardini della concezione del moderno stato nazionale sovrano. Oltre a stabilire confini territoriali fissi per molti dei paesi coinvolti nel conflitto (così come per quelli più recenti, creati in seguito) la pace di Westfalia mutò il rapporto dei sudditi ai loro governanti. In precedenza, molte persone erano costrette a sopportare sovrapposizioni di potere, talvolta in conflitto tra le alleanze politiche e religiose. A seguito dei trattati di pace, gli abitanti di un determinato stato furono soggetti prima di tutto alle leggi e alle disposizioni emanate dai rispettivi governi e non alle pretese di qualsiasi altro ente, sia esso religioso o laico.
Da un punto di vista più generale, la guerra segnò la fine dei conflitti religiosi nell'Europa occidentale che accompagnarono la riforma protestante fin da più di un secolo prima: dopo il 1648, nessuna grande guerra europea fu più giustificata da motivazioni confessionali. Vi furono altri conflitti religiosi negli anni a seguire, ma senza che sfociassero in guerre. Inoltre, le depravazioni e la distruzione causate dai soldati mercenari comportarono una tale repulsione, che fece terminare l'era dei Lanzichenecchi e inaugurò quella degli eserciti nazionali, caratterizzati da una maggior disciplina.

## Caccia alle streghe (1626-1631)

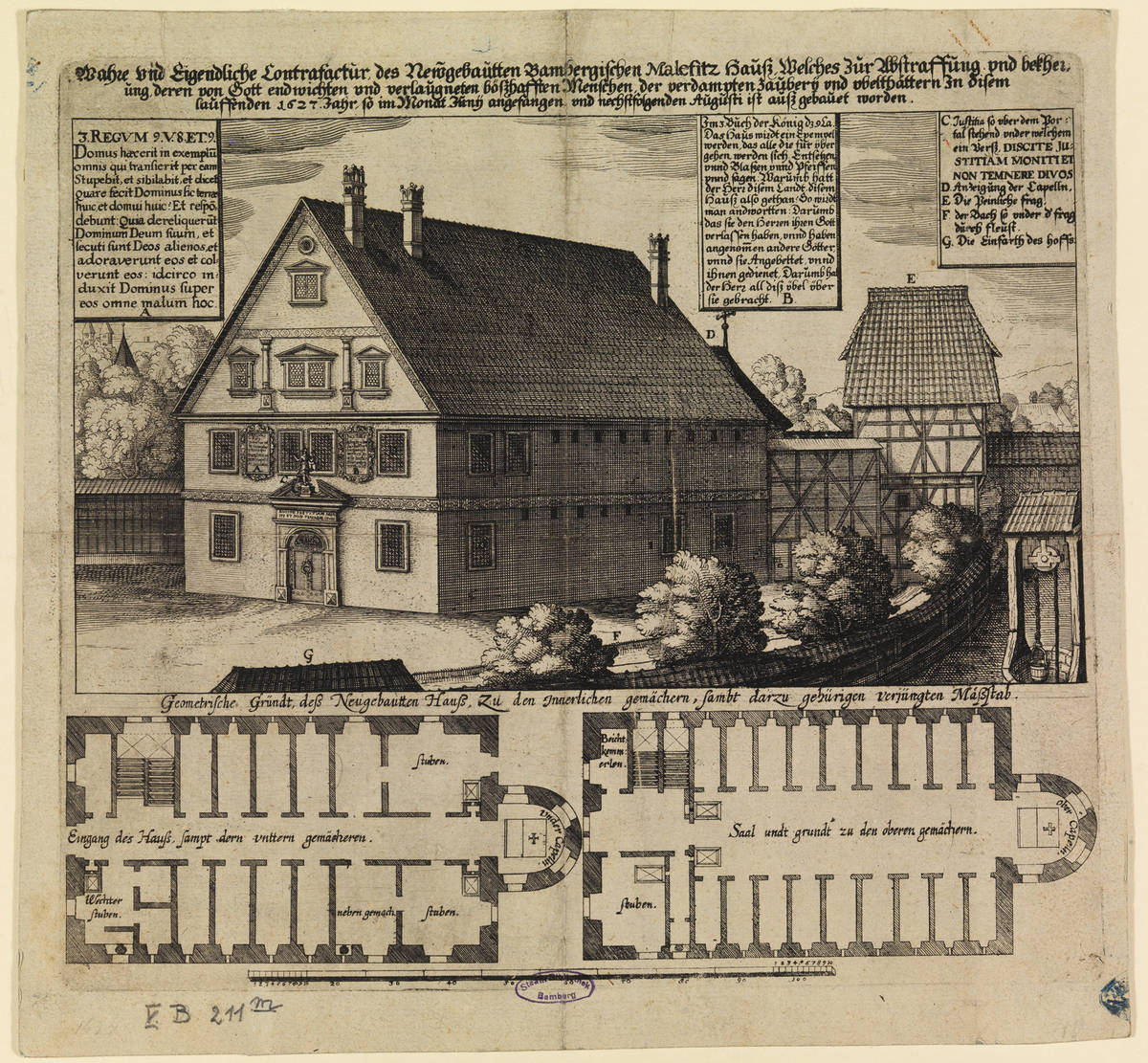
Un'incisione del 1627 della Malefizhaus di Bamberga, dove si tenevano gli interrogatori delle sospette streghe.

Tra i vari grandi traumi sociali che accompagnarono il conflitto, uno dei più importanti fu il dilagare delle persecuzioni per stregoneria. Questa violenta ondata di caccia alle streghe esordì nei territori della Franconia durante il periodo relativo all'intervento danese. Il disagio e le preoccupazioni che il conflitto produsse tra la popolazione generale, permise all'isteria collettiva di diffondersi rapidamente in altre parti della Germania. Gli abitanti delle zone che non furono devastate solo dal conflitto in sé, ma anche dai numerosi cattivi raccolti, dalle carestie e dalle epidemie, si affrettarono ad attribuire queste calamità a cause soprannaturali. In questo contesto fiorirono violente e volatili accuse di stregoneria contro i propri concittadini. Il numero di processi e di esecuzioni registrati in questi anni fece segnare il picco del fenomeno della caccia alle streghe.
Le persecuzioni iniziarono nel Vescovado di Würzburg, allora sotto la guida del principe vescovo Filippo Adolf von Ehrenberg. Ardente devoto della Controriforma, Ehrenberg fu ansioso di consolidare l'autorità politica cattolica nei territori sotto la sua amministrazione. A partire dal 1626, egli istruì numerosi processi di massa per stregoneria, in cui tutti gli strati della società (tra cui la nobiltà e clero) si trovarono vittime in una serie incessante di persecuzioni. Nel 1630, 219 uomini, donne e bambini furono bruciati sul rogo, nella sola città di Würzburg, mentre si stima che 900 persone siano state messe a morte nelle zone rurali della provincia.
In concomitanza con gli eventi di Würzburg, il principe vescovo Johann von Dornheim intraprese una serie di processi simili su larga scala nel territorio di Bamberga. Fu costruito un malefizhaus ("casa delle streghe") appositamente progettato con annessa una camera di tortura, le cui pareti erano decorate con versetti della Bibbia, in cui veniva interrogato l'imputato. I processi alle streghe di Bamberg si trascinarono per cinque anni e costarono tra le 300 e le 600 vite, tra le quali quella di Dorothea Flock e del Bürgermeister (sindaco) di lungo corso Johannes Junius. Nel frattempo, nel 1629 in Alta Baviera, 274 sospette streghe furono messe a morte nel Vescovado di Eichstätt, mentre altre 50 morirono nell'adiacente Ducato del Palatinato-Neuburg in quello stesso anno.
Altrove, le persecuzioni arrivarono sulla scia dei primi successi militari imperiali. La caccia alle streghe si espanse nel Baden dopo la sua riconquista da parte di Tilly, mentre la sconfitta del protestantesimo nel Palatinato aprì la strada per la diffusione in Renania. Gli elettorati di Magonza e di Treviri furono teatro di roghi di massa di sospette streghe in questo periodo. Nell'Elettorato di Colonia, il principe-arcivescovo, Ferdinando di Baviera, presiedette una serie particolarmente abietta di processi per stregoneria, tra i quali quello della controversa accusa a Katharina Henot, bruciata sul rogo nel 1627.
La caccia alle streghe raggiunse il suo picco intorno al periodo dell'Editto di Restituzione, emanato nel 1629, e con l'ingresso nella Svezia l'anno successivo gran parte dell'isteria popolare andò scemando. Tuttavia, a Würzburg, le persecuzioni sarebbero continuate fino alla morte di Ehrenberg, avvenuta nel luglio del 1631. Gli eccessi di questo periodo ispirarono il poeta e gesuita Friedrich Spee (egli stesso un ex "confessore di streghe") autore di una sagace condanna legale e morale dei processi alle streghe, il Cautio Criminalis. Questo influente lavoro fu in seguito accreditato per aver posto fine alla pratica del rogo delle streghe in alcune zone della Germania e, gradualmente, in tutta l'Europa.

## Cronologia degli stati coinvolti (grafico)
|  | Direttamente contro l'Imperatore   |
|  | Indirettamente contro l'Imperatore |
|  | Direttamente per l'Imperatore      |
|  | Indirettamente per l'Imperatore    |

### Fonti primarie
- (EN)  Sir Thomas Kellie, Pallas Armata or Military Instructions for the Learned, The First Part (Edinburgh, 1627).
- (EN)  Monro, R., His Expedition with a worthy Scots Regiment called Mac-Keyes, (2 vols., London, 1637).
- (EN)  Helfferich, Tryntje (ed.), The Thirty Years' War: A Documentary History, (Indianapolis: Hackett, 2009). 352 pages. 38 key documents including diplomatic correspondence, letters, broadsheets, treaties, poems, and trial records. excerpt and text search
- (EN)  Wilson, Peter H. (ed.), The Thirty Years' War: A Sourcebook (2010); includes state documents, treaties, correspondence, diaries, financial records, artwork; 240pp
- (DE)  Dr Bernd Warlich has edited four diaries of the Thirty Years' War (1618–1648). Questi diari possono essere consultati in: